# Astronomie arabe

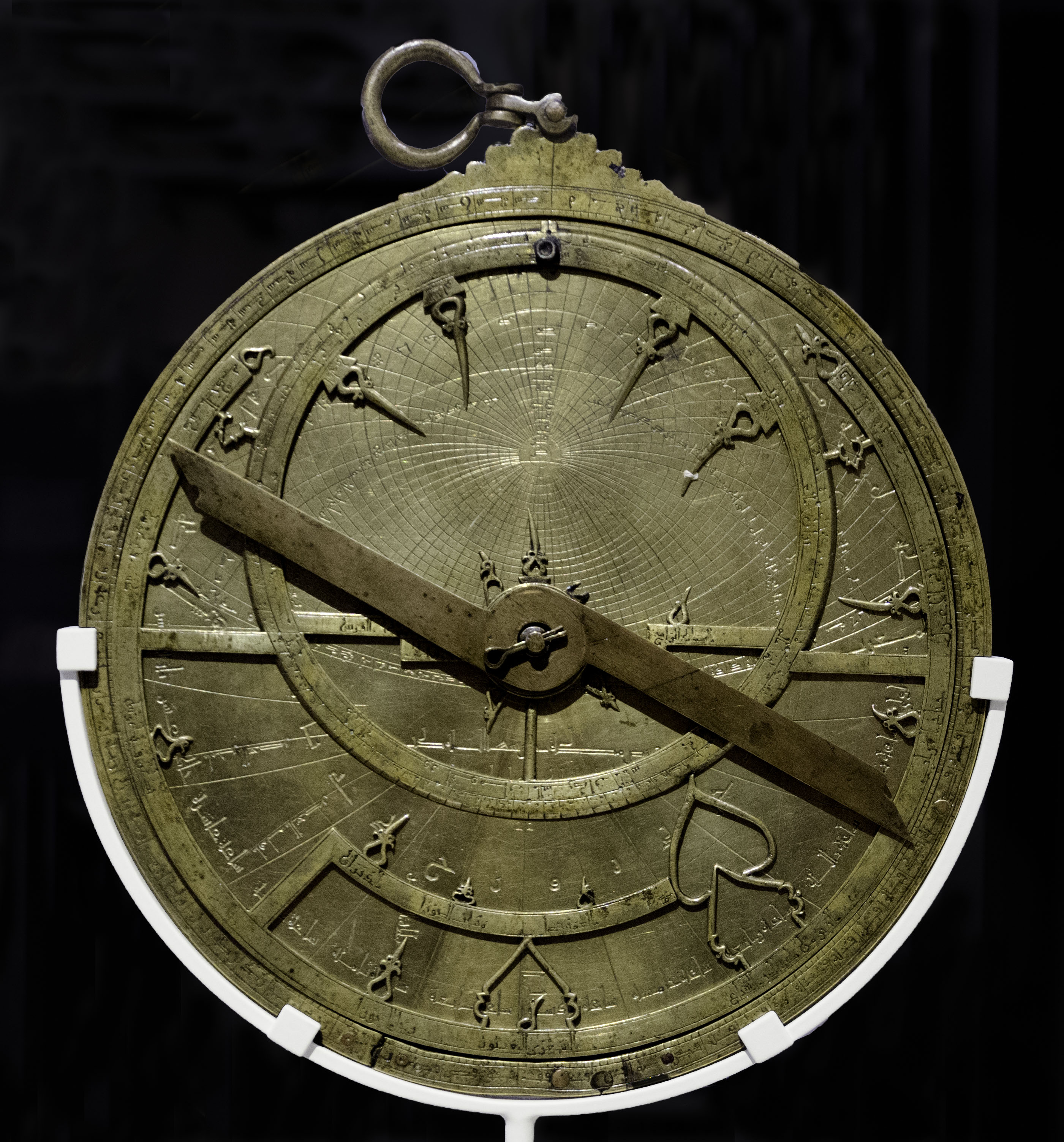
Astrolabe d'al-Shali (Tolède-1067) - Musée archéologique national de Madrid.

Dans l’histoire de l'astronomie, l’astronomie arabe, ou astronomie musulmane, renvoie aux travaux astronomiques accomplis par la civilisation islamique, particulièrement au cours de l'Âge d'or de l'Islam (VIIIe siècle-XIIe siècle), et transcrites pour la plupart en langue arabe. Ces découvertes ont été effectuées pour l’essentiel dans les sultanats du Moyen-Orient, d’Asie centrale, dans l’Al-Andalus, en Afrique du Nord, puis plus tard en Chine et en Inde. Les débuts de l’astronomie ont procédé d'un cheminement semblable aux autres sciences dans l'Islam, par l’assimilation de connaissances de l’étranger et la composition de ces éléments disparates pour faire naître une tradition originale. Les principaux apports sont indiens, perses et grecs, connus par des traductions puis assimilés. Par la suite, l’astronomie arabe exercera à son tour une influence significative sur les astronomies indienne et européenne et même sur l’astronomie chinoise.
Plusieurs étoiles visibles à l’œil nu dans le ciel, comme Aldébaran (α Tauri) et Altaïr (α Aquilae), ainsi que plusieurs termes d’astronomie comme « alidade », « azimut » et « almucantarat » témoignent par leur morphologie de leur origine arabe.
Avec environ 10 000 manuscrits conservés à travers le monde, dont une grande partie n’a toujours pas fait l’objet d'un inventaire bibliographique, le corpus astronomique arabe constitue l’une des composantes les mieux préservées de la littérature scientifique médiévale. Malgré les lacunes bibliographiques, les textes étudiés à ce jour fournissent une image fidèle de l’activité astronomique des peuples de langue arabe.

## Facteurs de développement
Il existe plusieurs facteurs favorisant le développement de l'astronomie arabe, certains sont communs à toutes les sciences comme le désir de connaitre le monde environnant, ou bien la structure du monde arabe favorisant les échanges de savoir.
Une autre impulsion résulte des pratiques religieuses propres à l'islam, qui recèlent une foule de problèmes d'astronomie mathématique. La résolution de ces problèmes par les savants musulmans est allée bien au-delà des méthodes mathématiques des Grecs.
L'étude des étoiles est également liée au désir de connaitre l'avenir. L'astrologie joue donc aussi un rôle dans le développement de l'astronomie arabe.

### Structure du «monde arabe»
Les historiens discernent plusieurs facteurs favorables au développement de l'astronomie arabe. Le premier est la proximité des pays musulmans avec le monde de l'Antiquité classique. Un nombre considérable d'écrits grecs, sanskrits et pehlevis furent traduits en arabe dès le IXe siècle. Ce mouvement était possible grâce au respect envers les savants d'autres cultures.
Le monde arabe, par son étendue, offrit la possibilité de mettre en commun des traditions scientifiques différentes, venant de pays différents, aux cultures différentes et aux hommes de religions différentes, dans une langue scientifique commune qui fut la langue arabe. Cette langue permit des échanges autant sur des textes anciens que sur des textes contemporains et favorisa la mise en place d'une tradition de correspondance scientifique. La structure du monde arabe favorisa également le déplacement des savants et la nouvelle pratique du voyage scientifique.
Le mécénat enfin, principalement celui des califes, permit de créer de grands centres de recherches comme celui de Bagdad au temps d'Al-Ma'mūn.

### Facteurs religieux
L’islam a influencé l'astronomie de manière à la fois directe et indirecte. L'organisation de la vie religieuse, en posant un certain nombre de problèmes liés au calendrier par exemple, a donné un élan décisif à l'épanouissement de l’astronomie mathématique, même si, selon Ahmed Djebbar, cette composante, bien qu'ayant été au départ un des facteurs positifs, n'est qu'un élément parmi d'autres dans le développement de l'astronomie arabe.

#### Pratiques islamiques
Plusieurs règles de l’islam ont poussé les fidèles à améliorer calculs et observations astronomiques.
Un premier motif est le calendrier musulman et plus précisément la détermination de la période du Ramadan. Ce calendrier s'appuie sur des mois lunaires et nécessite de déterminer le mouvement de la lune. Les mois, dans la religion musulmane, ne commencent pas avec la nouvelle lune astronomique, définie comme l'instant où la lune a la même longitude écliptique que le soleil (elle est donc invisible, noyée dans l'albédo solaire) ; les mois commencent lorsque le croissant lunaire commence à apparaître au crépuscule.
Un second motif est la détermination de la qibla ou direction de La Mecque. L'Islam demande aux musulmans de prier en se prosternant dans la direction de la Kaaba à La Mecque et d’orienter leurs mosquées dans cette direction : ils ont donc besoin de savoir trouver la direction de cet endroit, où qu'ils se trouvent sur Terre.
Un dernier problème est la détermination du moment de la Salat. Les musulmans doivent pouvoir déterminer les heures locales de prière à cinq moments de la journée (de l’aurore au soir), dans toute l'étendue d'un vaste empire.
Les directions étaient déterminées à partir de la position du Soleil et des étoiles, et l'heure locale à partir de la direction et l'élévation du Soleil. Ces méthodes n'étaient pas entièrement nouvelles, mais les scientifiques arabes les ont rendues plus précises grâce à leur développement de la géométrie sphérique et de la trigonométrie.

#### Solutions trouvées et recours à la géométrie de la sphère
Le calcul du jour où le croissant lunaire recommence à devenir visible constituait un redoutable défi pour les savants arabes. Bien qu'en effet la théorie de Ptolémée du mouvement composé de la lune soit assez exacte à l'époque de la nouvelle lune, elle ne donne la trajectoire de la lune que par rapport au cercle de l’écliptique. Pour prédire quel jour la lune commence à redevenir visible, il fallait pouvoir décrire son mouvement par rapport à l’horizon, un problème dont la résolution appartient à une géométrie sphérique assez sophistiquée. Bien que la visibilité effective du croissant soit en principe exigée, et que cette méthode expérimentale soit couramment utilisée pour fixer le début du ramadan, la question posée aux astronomes était de trouver une méthode pour prédire cette visibilité. Ce problème n'a pas été étudié spécifiquement par les Grecs mais on trouve des méthodes de calculs dans la tradition indienne, reprises par la création des premières tables de Yaʿqūb ibn Ṭāriq (en) et Al-Khwarismi. Mais ce sont les astronomes Habash al-Hasib et Thābit ibn Qurra qui, s'appuyant sur l'Almageste de Ptolémée, en font une étude mathématique.
La détermination de la direction de la Mecque s'est faite de manière empirique ou de manière approchée avant et même après la solution mathématique du problème. La résolution de ce problème revient à déterminer l'angle d'un triangle sphérique connaissant la longitude et la latitude de deux points (lieu d'observation et lieu de La Mecque) et se résout en géométrie sphérique grâce à la formule de la cotangente. La première détermination mathématique, utilisant une méthode géométrique, emprunté à des sources grecques et connue sous le nom d'analemme est développée par Habash al-Hasib mais c'est le développement de la trigonométrie sphérique et la création de nouvelles fonctions telles la tangente qui donnent les outils pour une solution mathématique du problème.
De même la détermination de l'heure des salat s'est d'abord effectuée de manière empirique. Cette préoccupation a suscité un intérêt pour la gnomonique et de nombreux traités ont été écrits sur l'étude des ombres d'un gnomon standard selon le lieu et l'époque de l'année. Des tables apparaissent très tôt, destinées à régler les heures des prières (Al-Khwarismi). La fixation des heures des prières est normalement attribuée au muezzin mais à partir du XIIIe siècle, on voit apparaître des astronomes professionnels, muwaqqit ou moqati, chargés d'effectuer les calculs et spécialisés dans la géométrie de la sphère. La résolution mathématique de ce problème suppose en effet que l'on sache calculer le côté d'un triangle sphérique de la sphère céleste à partir de ses trois angles et des deux autres côtés ; pour trouver l'heure sidérale, par exemple, il faut savoir construire le triangle dont les sommets sont le zénith, le pôle nord, et la position du Soleil. L’observateur doit connaître l’ascension droite du Soleil et celle du pôle : la première peut être mesurée au sextant, et la seconde n'est autre que la latitude de l’observateur. L'heure est donnée par l’angle entre le méridien (l’arc compris entre le zénith et le pôle) et le cercle horaire du Soleil (c’est-à-dire l’arc compris entre le Soleil et le pôle).

### Astrologie
L'astrologie astronomique repose sur l'idée que le mouvement des astres influe sur les événements et sur la vie des êtres humains. Selon ce point de vue, il est alors nécessaire de connaître la position des astres pour anticiper leurs effets, et donc de faire appel aux astronomes. Malgré l'interdit prononcé par la religion sur tout phénomène de divination, l'astrologie ne cessa pas d'être pratiquée dans le monde musulman. Le désir des puissants de connaître l'avenir favorisa les programmes scientifiques d'observation des étoiles. Ainsi, astronomie et astrologie furent pendant longtemps considérées comme des disciplines complémentaires même si ces deux disciplines étaient en général exposées par un même auteur dans des traités différents. Pour éviter d'être confondus avec les astrologues et de tomber sous le coup des interdits religieux, les astronomes donnèrent un nom spécifique à leur activité : Ilm al-Hay'a (ou Science de la configuration de l'univers).
Si l'on trouve des défenseurs de l'astrologie comme Abou Ma'shar al-Balkhî, de nombreux astronomes critiquèrent cette discipline. Parmi eux, on peut citer l'astronome persan al-Biruni au XIe siècle, al-Fârâbî, Alhazen, Avicenne, Averroès, Maïmonide et Ibn Qayyim al-Jawziyya.

## Histoire
La connaissance du ciel dans l’Arabie prémusulmane n’était qu’empirique : elle se limitait à une étude du lever et du coucher des astres pour découper l'année, étude qui se poursuivit d'ailleurs pendant la période islamique avec les méthodes mathématiques qui apparaissent alors. Les débuts de l’astronomie ont procédé d'un cheminement semblable aux autres sciences dans l’islam, par l’assimilation de connaissances de l’étranger et la composition de ces éléments disparates pour faire naître une tradition originale. Les principaux apports sont d'abord indiens et perses, puis grecs et ce sont ces derniers qui exercent l'influence la plus profonde. Ils se répandent par des traductions et des commentaires.
L’historien des sciences Donald Routledge Hill divise l'astronomie arabe en quatre périodes :
- assimilation par syncrétisme des doctrines astronomiques hellénistiques, indiennes et perses (c.700—c.825) ;
- phase de recherche intense, réception et amélioration du système de Ptolémée (c.825—c.1025) ;
- épanouissement d'une école de pensée spécifiquement arabe en astronomie (c.1025—c.1450) ;
- stagnation, encore ponctuée de quelques contributions remarquables (après 1450).

### Premiers apports de l’étranger (700-825)
Cette période fut essentiellement marquée par une assimilation et un syncrétisme des doctrines astronomiques hellénistiques, indiennes et perses antérieures.
Elle vit la traduction de plusieurs écrits sanskrits et pehlevis en arabe. Des ouvrages d'Aryabhata et Brahmagupta sont cités très tôt par les astronomes arabes. Une célèbre traduction due à la plume de Muhammad al-Fazari et de Yaqūb ibn Tāriq parut vers 777 sous le titre de Zij al-Sindhind (ou Tables astronomiques indiennes). Les sources disponibles révèlent que ce texte fut traduit après la visite d'un astronome indien à la cour du calife Al Mansour en 770. On trouve également dans des écrits arabes du VIIIe siècle des références à un recueil de chroniques astronomiques compilées sur deux siècles dans la Perse des Sassanides et connu en arabe sous le nom de Zij al-Shah (ou Tables Royales). Mais il s'agissait pour les traducteurs de présenter une simple compilation de connaissances sans vérification.
Des fragments de cette période témoignent de l’adoption par les Arabes des tables de sinus (héritées des mathématiques indiennes) de préférence aux tables des cordes employées par les astronomes grecs. Autre héritage des Indiens, une formule approchée de l'heure saisonnière adoptée par les astronomes arabes.

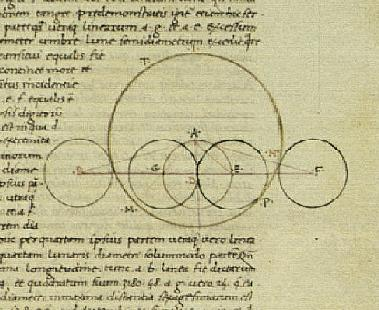
Une page de la traduction en latin de l’Almageste de Ptolémée.

L’intérêt des Arabes pour l’astronomie a crû parallèlement à celui pour les mathématiques. De ce point de vue, le rôle joué par l’Almageste (composé vers l’an 150) de l’astronome alexandrin Ptolémée (vers 100 - 178) fut exemplaire. L’Almageste a effectivement fait date en astronomie, rassemblant, à l’instar des Éléments d’Euclide pour la géométrie, toutes les connaissances contemporaines de leur auteur. Cet ouvrage, dont le titre original est La composition mathématique, acquit au fil des siècles le titre d'usage de Grande Astronomie. Les Arabes l’intitulèrent à leur tour Le Très Grand, ajoutant au superlatif grec megiste (« Très Grand ») l’article défini arabe al- : ainsi l’ouvrage a-t-il été transmis à l’Occident latin sous le titre d’Almageste. Bien qu'une grande partie de l’Almageste, se révéla inexact au fil du progrès des observations, il demeura un des piliers de l'enseignement de l’astronomie tant dans le monde musulman qu’en Europe jusqu'à la révolution copernicienne. D'autres ouvrages de Ptolémée influencèrent l'astronomie arabe : Le livre des hypothèses, Le Phaesis et les Tables faciles. On trouve également des références à une série de textes grecs connus sous le nom de « petite collection astronomique » et regroupant des traités d'astronomie et de géométrie d'Euclide, Théodose de Tripoli, Autolycos de Pitane, Aristarque de Samos et Ménélaos d'Alexandrie. Une partie de cette science grecque parvint dans le monde arabe par des sources syriaques. Ainsi, al-Hasan ibn Quraysh traduisit l'Almageste du syriaque en arabe dans le courant du VIIIe siècle.

### Triomphe du système de Ptolémée (c.825-c.1025)
La période qui s'étend du IXe siècle au début du XIe siècle fut marquée par d'intenses recherches, à la suite desquelles on reconnut d'abord la supériorité du système de Ptolémée sur les autres, et où on lui apporta diverses précisions. La recherche astronomique étant vivement encouragée par le calife abbasside al-Ma’mūn, Bagdad et Damas devinrent des centres scientifiques majeurs. Non seulement les califes apportaient à ces travaux un soutien financier, mais ils conféraient aux savants un réel prestige.

#### Astronomie d'observation

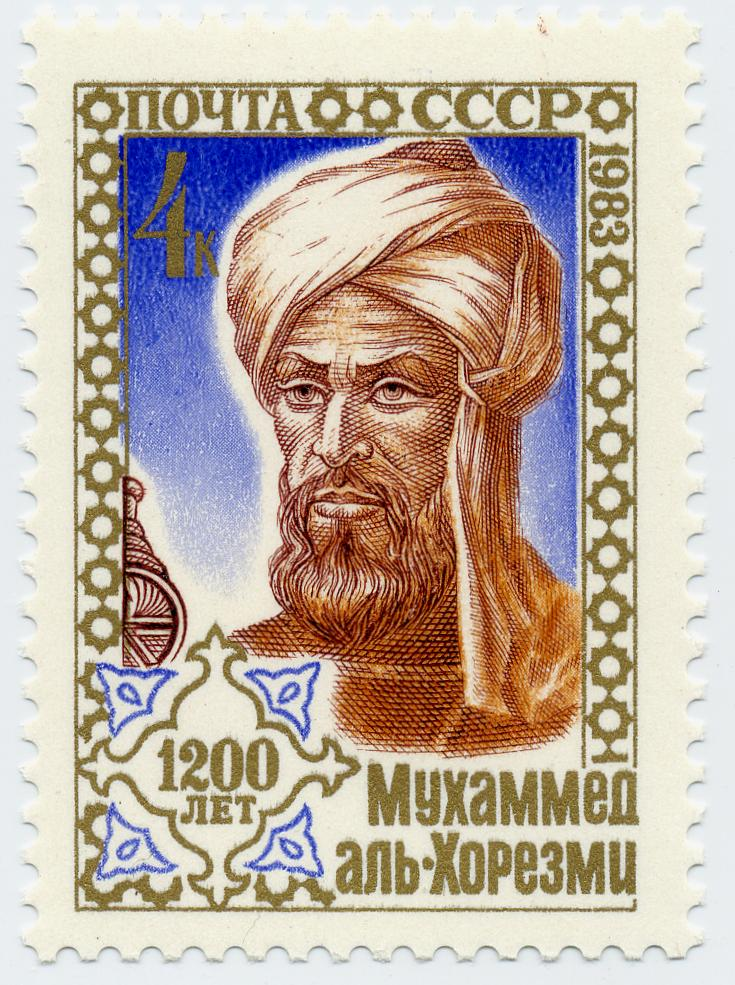
Muhammad Al-Khwarizmi composa le Zij al-Sindh, l’une des premières tables astronomiques en langue arabe.

En astronomie d'observation, le premier ouvrage d’astronomie proprement musulman est le Zij al-Sindh d’Al-Khawarizmi (830). Ce livre ou Zij, un ensemble de tables donnant les positions successives du Soleil, de la Lune et des cinq planètes connues à l'époque, était une compilation de tables de sources indiennes avec les Tables faciles de Ptolémée. Il fut un ouvrage de référence dans le monde arabe et eut une influence dans l'Europe médiévale après sa traduction en latin au XIIe siècle par Adelard de Bath.
Sous l'impulsion d'Al-Ma’mūn (813-833), un grand programme d'observation des étoiles fut entrepris à Damas et Bagdad. Les mesures, obtenues grâce à de nouvelles méthodes d'observations, montrèrent un décalage entre leurs résultats et ceux de Ptolémée et conduisirent à un travail de reprise théorique de ces derniers. Parmi les auteurs ayant travaillé dans l'équipe de savants réunis par Al-Ma'mum, on peut citer Alfraganus, Yahya Ibn Abi Mansour, Habash al Hasib, puis Al-Battani après la mort du calife, aux côtés des frères Banou Moussa, et enfin, au siècle suivant, al-Sufi, ibn Yunus et al-Biruni.
Favorisée par la construction d'instruments de grande taille et la multiplicité des observations, la mesure de l'obliquité de l'écliptique entreprise par Alfraganus, Al-Battani puis al-Khujandi, se précisa progressivement de 23° 51′ pour Ptolémée à 23° 32′ 19″ pour al-Khujandi à la fin du Xe siècle.
Un autre problème préoccupa les premiers astronomes arabes concernant la durée de la course du soleil. Pour Ptolémée, le Soleil se déplaçait sur une orbite circulaire, dont le centre n'était pas la Terre (orbite excentrique), selon un mouvement uniforme et le temps qu'il mettait à revenir à son point de départ était constant, c'est ce qu'on appelle l'année anomalistique, l'année sidérale étant l'année qu'il met pour revenir à sa même position par rapport à une étoile fixe et l'année tropique le temps écoulé entre deux équinoxes de printemps par exemple. Ptolémée faisait coïncider l'année tropique et l'année anomalistique et l'avait fixée à 365 jours 14 h 48 min. L'année tropique et l'année sidérale sont de durées différentes à cause de la précession des étoiles fixes. Les mesures et calculs effectués par les astronomes Alfraganus, Yahya Ibn Abi Mansur et Al-Battani conduisirent d'une part à corriger cette constante de précession de 36 secondes d'arc par an pour Ptolémée à 49,39 secondes d'arc pour le Livre sur l'année solaire (première moitié du IXe siècle) mais ils permirent aussi de mettre en évidence que l'année anomalistique correspondait, non pas à l'année tropique mais à l'année sidérale qui devint la durée de référence. Ils précisèrent en outre la durée de l'année sidérale et l'année tropique (resp. 365 jours 15h 23 min et 365 jours 14 h 32 min dans le Livre sur l'année solaire).
Habash al Hasib étudia le problème de la visibilité du croissant de Lune, c'est-à-dire l'étude de l'instant où le croissant de Lune est visible juste avant le lever du soleil ou juste après son coucher. Al-Battani mit en évidence la variabilité du diamètre apparent du Soleil et de la Lune, ce qui le conduisit à considérer comme possibles les éclipses annulaires, remettant ainsi en cause une affirmation de Ptolémée.
Ces deux siècles virent fleurir de nombreuses tables astronomiques ou zij. Elles reprenaient l'Almageste de Ptolémée, reconnaissant la valeur des méthodes géométriques employées et les modernisant à l'aide des nouvelles fonctions trigonométriques, sinus, cosinus, tangente (ou ombre) (Habash al Hasib). Elles corrigeaient les valeurs numériques des tables grâce aux nouvelles séries de mesures effectuées.

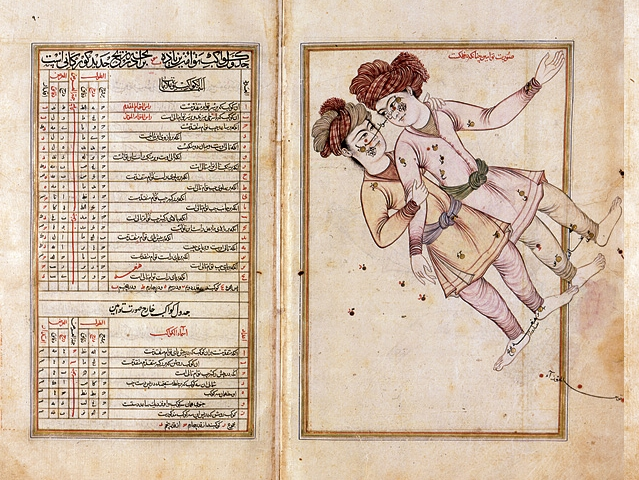
La constellation des Gémeaux d'après le Livre des étoiles fixes d’al-Sufi, qui décrit en détail environ un millier d'étoiles et donnait les premières descriptions de la Galaxie d'Andromède et du Grand Nuage de Magellan.

Ainsi, entre 833 et 857, Alfraganus rédigea Kitab fi Jawani (« Compendium sur la science des astres », ou « Éléments d'astronomie » selon les traductions). C’était avant tout un abrégé de la cosmographie de Ptolémée, la présentant pour la première fois de manière plus descriptive que mathématique,. Ce livre connut une large diffusion dans le monde musulman et eut une grande influence sur l'enseignement du système de Ptolémée. La traduction en latin par Gérard de Crémone au douzième siècle des Éléments d'astronomie fut à la base du célèbre ouvrage La Sphère de Johannes de Sacrobosco, qui connut plus de 200 éditions et servit d'ouvrage d'enseignement dans les universités européennes jusqu'au dix-septième siècle.
On peut également citer la Table Vérifiée (Al-Zij al-Mumtahan ) d'Yahya Ibn Abi Mansour au IXe siècle dont les valeurs numériques servirent de référence pour les astronomes ultérieurs, les Tables de Damas (al-Zij al-dimashqi) d'Habash al Hasib pour son utilisation des fonctions trigonométriques, les Tables Sabeennes (al Zij al-Sabi) d'Al-Battani (Albatenius) (853-929) qui eut une grande influence sur l'astronomie au Moyen Âge occidental grâce à une traduction intégrale en latin dès le XIIe siècle, et la Grande Table Hakémite (al-Zij al-hakimi al-kabir), ouvrage monumental d'ibn Yunus (fin du Xe siècle - début du XIe siècle) dont la précision des observations a été utilisée par les scientifiques modernes, après sa traduction au XIXe siècle, dans l'étude de l’accélération séculaire de la Lune.
Au Xe siècle, al-Sufi décrivit grâce à ses observations la position, la magnitude, la luminosité, et la couleur des étoiles, dessinant les constellations une par une dans son Livre des étoiles fixes (Kitab suwar al-kawakib al-thabita) (964). Ce livre très répandu en langue arabe fut traduit en latin à partir du XIIe siècle ce qui explique la consonance arabe actuelle de beaucoup de noms d'étoiles.

#### Astronomie théorique
Parallèlement à cette astronomie appliquée se mit également en place une astronomie théorique visant à prouver mathématiquement le modèle de Ptolémée et expliquer les résultats des observations. Les premiers outils mathématiques de cette astronomie théorique furent principalement Les sphériques de Ménélaos d'Alexandrie et la trigonométrie indienne ainsi que les Éléments d'Euclide. Un astronome mathématicien célèbre de la fin du IXe siècle est Thābit ibn Qurra qui démontra mathématiquement que la vitesse apparente d'un astre décroit quand il s'éloigne de son périgée si l'on suppose que son mouvement est uniforme sur son excentrique. Thābit ibn Qurra prouva également que le mouvement apparent coïncide avec le mouvement moyen si l'on considère deux points symétriques par rapport à l'axe passant par l'observateur et perpendiculaire à l'axe périgée-apogée. Il mit en pratique ce résultat pour étudier les mouvements de la Lune et travailla également sur le problème de la visibilité du croissant de Lune,.
On a aussi longtemps attribué à Thabit ibn Qurra une étude (Liber de motu octavae spherae) sur le phénomène de trépidation de la sphère céleste. L'auteur de cet ouvrage, observant les divergences entre les mesures de Ptolémée et les nouvelles mesures, concernant les valeurs de l'obliquité et de la précession, proposait un nouveau modèle dans lequel la valeur de l'écliptique et celle de la précession variaient de manière périodique. Ce modèle eut un succès certain dans le monde arabe et principalement dans l'école andalouse et cette théorie sur l'oscillation de l'écliptique passa en Europe médiévale sous le nom d'accès et recès.
Dès cette période, selon George Saliba, on s'interrogea sur la validité des modèles proposés par les Anciens. Il existe ainsi un document que l'on peut, avec une certaine vraisemblance, attribuer à l’aîné des frères Banou Moussa, démontrant mathématiquement l'inexistence d'une neuvième orbe censée expliquer le mouvement diurne des astres.
Au début du XIe siècle, l'astronome al-Biruni fit un état des lieux des connaissances en astronomie de son époque dans son al-Qanun al-Mas'udi (Les Tables dédiées à Mas'ud), exposant toutes les hypothèses et les analysant. C'est grâce à son ouvrage Tahqiq ma li l-Hind (Enquête sur ce que possède l'Inde) que l'on a connaissance des théories astronomiques indiennes d’Âryabhata, Brahmagupta et leurs disciples. Biruni y rapportait qu'ils considéraient que la Terre tournait autour de son axe polaire et y remarquait que cela n’entraînerait aucun problème sur le plan mathématique. Al-Biruni connaissait également le modèle héliocentrique d'Aristarque de Samos, mais il resta toute sa vie hésitant sur ce sujet, et finit par considérer l’héliocentrisme comme un problème philosophique non contradictoire avec ses propres observations du ciel. Dans son Canon de Mas'ud, al-Biruni rejeta finalement l'hypothèse d'une rotation de la terre autour d'elle-même pour des arguments proches de ceux de Ptolémée concernant le vol des oiseaux ,. Selon Régis Morelon, son ouvrage clôt cette première période de l'astronomie arabe tout en restant globalement dans le cadre qu'en avait dressé Ptolémée.

### Critique du ptolémaïsme et nouvelles écoles (c.1025-c.1450)
Cette période voit l’éclosion d'une doctrine astronomique proprement musulmane. Dans la tradition grecque et celles qui la suivirent, on distinguait traditionnellement l'astronomie mathématique (dont Ptolémée est un représentant typique) de la cosmologie, branche de la philosophie (représentée par Aristote). Les savants musulmans recherchèrent une configuration physique (hay’a) de l’univers simultanément compatible avec les axiomes mathématiques et les principes physiques. Dans le cadre de cette tradition hay’a, les astronomes musulmans mirent en cause les détails techniques du système de Ptolémée en astronomie. Ces critiques, cependant, préservaient le paradigme ptolémaïque, en se confinant aux conceptions géocentriques. Comme le note en effet l’historien des sciences Abdelhamid I. Sabra :
« On sait que tous les astronomes arabes, de Thābit ibn Qurra au IXe siècle à Ibn al-Shatir au XIVe siècle, et tous les philosophes de la nature d’al-Kindi à Averroès et même après, ont accepté ce que Kuhn appelle l’« univers à deux sphères »...—les Grecs se représentent le monde comme formé de deux sphères dont l'une, la sphère céleste, faite d'un élément particulier appelé « éther », entoure la seconde, où les quatre éléments (terre, eau, air, et feu) sont confinés ».
Certains astronomes musulmans, toutefois, notamment Nasir ad-Din at-Tusi, se demandèrent si la Terre n’était pas elle-même en mouvement et recherchèrent comment rendre cette hypothèse compatible avec les calculs astronomiques et les principes cosmologiques. Plusieurs autres astronomes musulmans, et particulièrement les disciples de l’École de Maragha, mirent au point des modèles planétaires, qui, tout en restant géocentriques, divergeaient de celui de Ptolémée : ils devaient plus tard être adaptés au modèle de Copernic dans le cadre de l’héliocentrisme.

#### Doutes sur Ptolémée
Le modèle astronomique proposé par Ptolémée rendait compte des irrégularités du mouvement des planètes (variation de la taille apparente, rétrogradation, vitesse non constante, variations en latitude..) à l'aide d'un système complexe de déférents parfois excentriques et épicycles sur lesquels se déplaçaient les planètes à vitesse considérée parfois comme constante non par rapport au centre du cercle définissant leur trajectoire mais par rapport à un autre point (équant, prosneuse). Ce modèle mis en place comportait des erreurs relevées au siècle précédent par la série de mesures entreprises. Il était également en contradiction avec certains principes communément admis (uniformité du mouvement par rapport au centre des sphères, impossibilité du glissement du diamètre d'une sphère hors de son centre, existence dans l'espace des seuls mouvements rectilignes et circulaires à l'exclusion des mouvements d'oscillations…). Ibn al-Haytham (Alhazen) entreprit donc au début de XIe siècle une lecture critique des deux ouvrages de Ptolémée (l’Almageste et Le livre des hypothèses), y releva des contradictions internes et mit en doute la possibilité d'une réalité physique du modèle. Selon lui, le modèle de Ptolémée faisait appel à des points, lignes et cercles imaginaires incompatibles avec le monde physique :
« Ptolémée fait l'hypothèse d’un ordre qui ne peut exister, et le fait que cet ordre reconstitue pour son imagination des mouvements qui sont ceux des planètes ne l’exonère pas de l'erreur qu’il a commise en faisant l’hypothèse de cet ordre ; car les mouvements réels des planètes ne peuvent résulter d’un ordre qui n'existe pas. ».
En 1070, Abu Ubayd al-Juzjani, un disciple d’Avicenne, proposa un modèle non-ptolémaïque dans son traité Tarkib al-Aflak. Dans ce livre, il formulait le problème dit de l’équant du modèle de Ptolémée, et y proposait une solution. Il affirmait qu’Avicenne avait lui-même résolu le problème de l’équant.
La critique d'Alhazen al-Shuluk 'ala Batlamiyus (Doutes sur Ptolémée), le traité d'al-Juzjani Tarkib al-aflak (Composition des orbes) ainsi que l'ouvrage d'un auteur anonyme andalous al-Istidrak 'ala Batlamiyus  (Critique de Ptolémée) furent pris très au sérieux par les astronomes postérieurs qui tentèrent de trouver des modèles de remplacement. Deux écoles en particulier proposèrent des alternatives au modèle de Ptolémée : l'école andalouse et l'école de Maragha.

#### Astronomie andalouse
Une activité astronomique se développa dans la péninsule ibérique dès le Xe siècle avec des astronomes comme Maslama al-Mayriti qui adapta les tables d'al-Khwarismi et fonda une école d'astronomie à Cordoue, ainsi qu'Ibn al-Saffar et Ibn al-Samh connus pour leurs études sur l'astrolabe et les cadrans solaires. Un des plus importants astronomes du XIe siècle fut al-Zarqalluh (Arzachel) qui participa à la création des Tables de Tolède commencées sous la direction du qadi Saïd al-Andalusî. Dans son traité sur le Mouvement des étoiles fixes, que l'on connait dans une version hébraïque, il proposa un modèle solaire fondé sur une excentrique mobile capable d'expliquer le phénomène de trépidation.

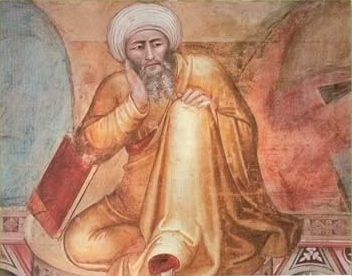
Averroès rejetait la théorie des cercles déférents proposée en son temps par Ptolémée. Plus généralement, il n'acceptait pas le modèle ptolémaïque et était partisan d'un modèle d’univers concentrique.

Au tournant des XIe et XIIe siècles, des astronomes d’al-Andalus relevèrent le défi d’Alhazen, à savoir développer un modèle de sphères qui éviterait les erreurs du modèle de Ptolémée qu'il avait relevées. Comme la critique d’Alhazen, l'ouvrage anonyme andalous intitulé al-Istidrak ala Batlamyus (Récapitulation de Ptolémée) comportait une liste des objections à Ptolémée. C’est le point de départ de la controverse andalouse sur l'astronomie de Ptolémée.
Les critiques et les remises en question se firent à partir de positions ptoléméennes ou aristotéliciennes. Dans le premier groupe, en astronomie mathématique orthodoxe, on peut placer Jabir Ibn Aflah dont l'ouvrage Islah al-Majisti (Correction de l'Almageste) est connu en Europe grâce à la traduction en latin de Gérard de Crémone et deux traductions hébraïques. Sa partie trigonométrique est considérée comme la source du De triangularis de Regiomontanus. Dans cet ouvrage Jabir b. Aflah remettait notamment en question les positions des planètes inférieures par rapport au soleil.
L'autre courant fut dominé par des philosophes aristotéliciens comme Ibn Rushd (Averroès), Maïmonide, ibn Bajjia et Ibn Tufayl qui étaient partisans d'un respect absolu à la physique d'Aristote n'admettant que trois espèces de mouvements : centrifuges, centripètes et circulaires. La solution fut alors recherchée dans des modèles concentriques.
Ainsi Averroès rejetait la théorie des cercles déférents proposée en son temps par Ptolémée, tout comme il repoussait le modèle ptolémaïque : il était partisan du modèle d’univers concentrique d'Aristote. Il écrivit sur le système planétaire de Ptolémée la critique suivante :
« Il est contraire à la Nature de supposer l’existence d'une sphère excentrique ou d'un épicycle. [...] L’astronomie contemporaine ne nous présente aucune vérité, elle n'est conforme qu’à des calculs, non à la réalité. »
Contemporain d’Averroès, Maïmonide, écrivit à propos du modèle planétaire d’Avempace (Abu Bakr) :
« J’ai entendu dire qu’Abu Bakr [Avempace] avait découvert un système où il n'y a plus d’épicycles, mais il n’en a pas exclu les sphères excentriques. Ses disciples ne me l’ont pas dit ; et même s’il est vrai qu’il ait découvert un tel système, il n’y a pas gagné grand chose, car l’excentricité est tout aussi contraire aux principes posés par Aristote.... Je t’ai expliqué que ces difficultés ne concernent pas l’astronome, car il ne prétend pas enseigner les propriétés véritables des sphères, mais de simplement suggérer une théorie, exacte ou non, dans laquelle le mouvement des étoiles et des planètes est uniforme et circulaire, et en accord avec l’observation. »
Selon Juan Vernet et Julio Samso, Alpetragius (Al-Bitruji) est le seul de cette école aristotélicienne à proposer un modèle homocentrique relativement abouti. Ces systèmes planétaires, cependant, furent rejetés car les prédictions des positions des planètes étaient moins précises qu’avec le modèle de Ptolémée, essentiellement parce qu’ils s’en tenaient au dogme d’Aristote de mouvement circulaire parfait.

#### L'École de Maragha
Le terme d'École de Maragha est souvent donné au mouvement de critique radicale de l’astronomie ptolémaïque dans la partie orientale du monde musulman et fait référence à l'observatoire de Maragha qui regroupa un grand nombre d'astronomes mais, selon Ahmad Dallal, ce mouvement a commencé avant l'établissement de l'observatoire et l'école de Maragha concerne une zone géographique plus large. Ce mouvement se poursuit avec l'œuvre des astronomes de Damas et de Samarcande.
Comme leurs prédécesseurs d’Andalousie, les astronomes de Maragha recherchèrent des modèles alternatifs qui soient cohérents d'un point de vue mathématique aussi bien que physique et qui puissent éventuellement se passer du principe de l’équant. Les astronomes les plus éminents de l’École de Maragha du XIIIe et XIVe siècles sont Mu'ayyad al-Din al-'Urdi (m. 1266), al-Tūsī (1201-1274), Najm al-Dīn al-Qazwīnī al-Kātibī (en) (m. 1276), al-Shirazi (1236-1311), Sadr al-Shariʿa (m. vers 1347) et Ibn al-Shatir (1304-1375).

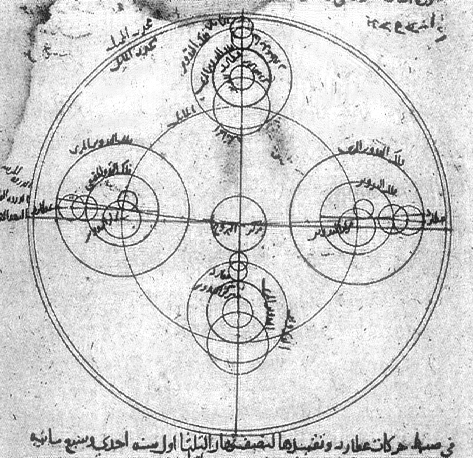
Modèle d’Ibn al-Shatir pour le mouvement de Mercure, montrant la multiplication des épicycles fondés sur l’hypocycloïde d'Al-Tusi, éliminant par ce moyen les cercles déférents et l’équant introduits précédemment par Ptolémée.

À la différence des astronomes grecs qui se préoccupaient peu de la cohérence entre les axiomes mathématiques et les principes physiques du mouvement des planètes, les astronomes musulmans s’efforçaient d'adapter les mathématiques au monde qui les entourait en respectant les principes de la physique aristotélicienne. Cette exigence et les travaux qui en ont découlé fait que l'on on a pu qualifier leurs réalisations aux XIIIe et XIVe siècles de « Révolution Maragha », ou « Révolution de l’École de Maragha », ou encore une « Révolution scientifique antérieure à la Renaissance ».
Pour construire leurs nouveaux modèles planétaires, ils utilisèrent deux résultats mathématiques. Le premier est un critère de parallélisme, le lemme d'Urdi, démontré par l'astronome Mu'ayyad al-Din al-'Urdi. Le second est le principe du couple d'Al-Tusi qui permet d'expliquer une oscillation rectiligne à l'aide de mouvements circulaires. Ce théorème révolutionne en outre la physique aristotélicienne qui distinguait les mouvements sublunaires (rectilignes) des mouvements célestes (circulaires) en montrant qu’on peut engendrer un mouvement rectiligne uniquement à partir de mouvements circulaires.
Les modèles proposés par les astronomes Mu'ayyad al-Din al-'Urdi, al-Tūsī, al-Shirazi, Sadr al-Shariʿa et Ibn al-Shatir, concernant les mouvements du soleil, de la lune, des planètes inférieures et des planètes supérieures, permettaient de rendre compte des mouvements des planètes sans utiliser l'artifice de l'équant ou de la prosneuse. Ces modèles présentaient parfois une meilleure adéquation avec les mesures effectuées comme le modèle solaire d'Ibn al-Shatir et rendaient parfois mieux compte des problèmes de variations en latitude.

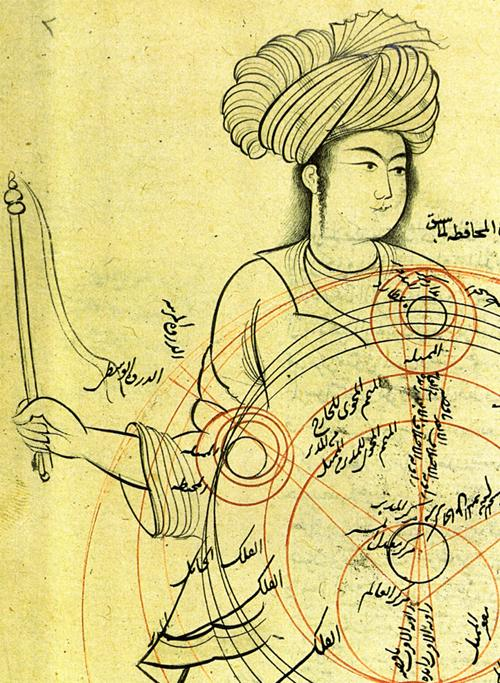
Manuscrit médiéval de Qutb al-Din al-Shirazi représentant un modèle planétaire et ses épicycles.

On retrouve dans les modèles de Copernic l'utilisation des deux outils que sont le lemme d'Urdi et le couple al-Tusi sans démonstration. Il existe également des ressemblances troublantes, hormis le fait que les modèles de Copernic sont héliocentriques contrairement à ceux de l'école de Maragha, entre les modèles de Saturne, de Mercure, et de la Lune pour Copernic et Ibn-al-Shatir. À tel point que de nombreux historiens comme Saliba et Ragep, des spécialistes de Copernic comme Swerdlow et Neugebauer sont convaincus qu'une influence existe entre l'école de Maragha et Copernic et qu'il ne reste plus qu'à trouver par quel biais. D'autres historiens, comme M. di Bono, restent plus prudents, soulignent l'absence de preuve d'une transmission directe et émettent l'hypothèse que Copernic travaillant dans la même direction, avec les mêmes objectifs que les astronomes de Maragha aurait très bien pu trouver logiquement les mêmes outils pour y parvenir.
Un thème d’intenses débats à l’École de Maragha, et plus tard dans les observatoires de Samarcande et de Constantinople, était l'éventualité de la rotation de la Terre. Al-Tusi affirma ainsi que l'observation seule ne permettait pas de déterminer si la terre était immobile ou non, contrairement à une affirmation de Ptolémée mais se résolut finalement à la considérer comme immobile en vertu d'un principe philosophique selon lequel un mouvement de la terre ne pourrait être que rectiligne et non circulaire. Un de ses disciples, Qotb al-Din Chirazi, s'intéressa également au problème. Il émit l'hypothèse que la terre en tournant pourrait aussi entrainer l'air à la même vitesse, mais pensant que des objets de poids différents devraient avoir des vitesses différentes et n'observant rien de tel dans la réalité, se convainquit que la terre était immobile.
Le travail sur les tables se poursuivit avec l'édition des Tables ilkhaniennes par al-Tūsī qui n'offrent cependant rien de neuf par rapport aux autres tables.

### XVeetXVIesiècles
On considère cette période comme marquée par une stagnation : la pratique traditionnelle de l’astronomie dans le monde musulman reste soutenue, mais par comparaison aux siècles précédents et surtout le monde extérieur, l’innovation se tarit assez vite. Si pour la plupart des chercheurs il n'y a plus de progrès marquant durant cette période, quelques historiens ont récemment fait valoir que des innovations interviennent encore au XVIe siècle et même plus tard,. Quoi qu’il en soit, après le XVIe siècle, il semble bien que l’intérêt pour l’astronomie théorique soit éteint, tandis qu'au contraire la pratique de l’astronomie d'observation selon la tradition arabe reste soutenue dans les trois empires musulmans de la poudre à canon : l’Empire ottoman, les Séfévides de Perse, et l’Empire moghol en Inde.

#### Le mouvement de la Terre

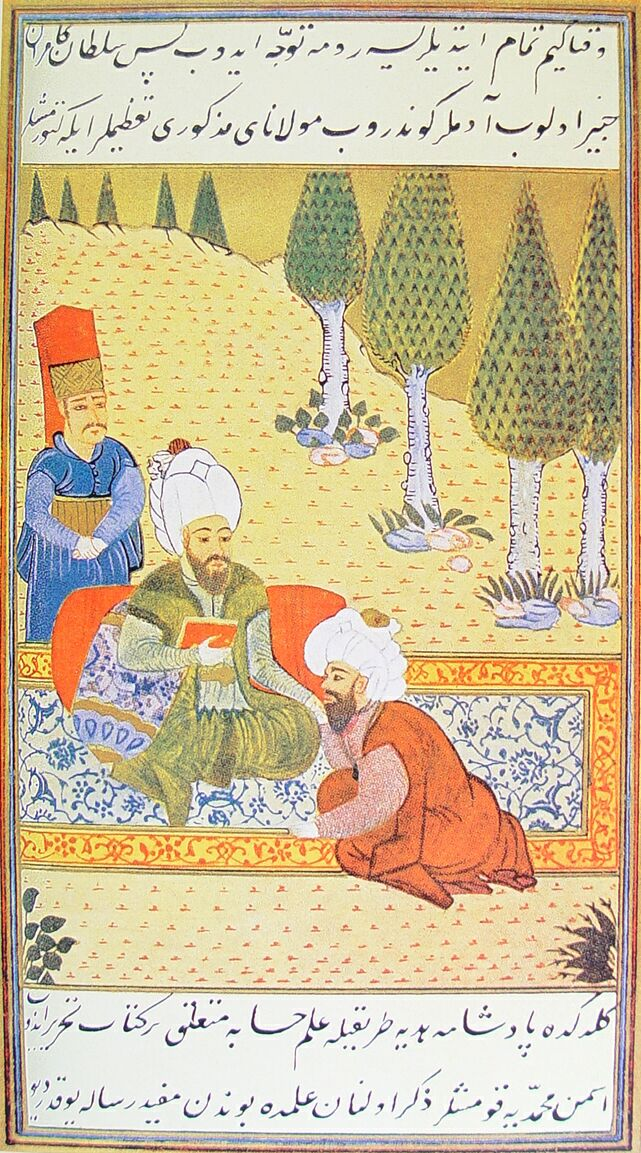
Ali al-Qushji (ici présentant ses œuvres au sultan Mehmed Ier) séparait entièrement l’astronomie de la philosophie naturelle.

L’œuvre d’Ali Qushji (mort en 1474), qui vécut d'abord à Samarcande puis à Constantinople, est considérée comme un exemple de renouveau tardif de l’astronomie arabe et l'on estime qu'il a pu exercer une influence sur Nicolas Copernic du fait de la similitude d’arguments des deux auteurs sur la possibilité de la rotation de la Terre. Avant Ali Qushji, le seul astronome qui avait présenté un argument empirique en faveur de la rotation de la Terre était Nasir ad-Din at-Tusi (mort en 1274) : il s'appuyait sur le phénomène des comètes pour réfuter la thèse de Ptolémée selon laquelle on peut prouver par la seule observation que la Terre est immobile. Al-Tusi, cela dit, convenait que la Terre était immobile en se référant aux arguments de philosophie naturelle du Traité du Ciel d’Aristote. Au XVe siècle, les oppositions religieuses mirent un frein à l’influence de la physique et de la philosophie naturelle. Ainsi Al-Qushji, dans son pamphlet Sur le caractère prétendument subalterne de l’Astronomie par rapport à la Philosophie, dénonçait la physique d’Aristote et dut séparer entièrement la philosophie de l’astronomie, pour permettre à cette dernière de s’épanouir en tant que discipline empirique et mathématique. Il put ainsi examiner les alternatives au dogme aristotélicien de la Terre immobile. Il développa la thèse d’al-Tusi et conclut, se fondant davantage sur l’expérience que sur la philosophie spéculative, que la théorie d'une Terre en mouvement est tout aussi plausible que celle de la Terre immobile, et qu’il est impossible de discriminer empiriquement si l'une de ces deux thèses est vraie,,.
Au XVIe siècle, le débat sur le mouvement de la Terre fut relancé par al-Birjandi (en) (mort en 1528) qui, se demandant quels phénomènes devraient accompagner la rotation de la Terre, en vient à formuler une hypothèse similaire à l’inertie de rotation de Galilée, qu'il évoque (en réponse à une objection de Qutb al-Din al-Shirazi) à propos de l'observation suivante :
« Le rocher, grand ou petit, tombe vers la Terre selon une ligne perpendiculaire au plan (sath) de l’horizon ; l'expérience (tajriba) en témoigne. Et cette perpendiculaire s'écarte du point de tangence de la sphère de la Terre et du plan de l’horizon apparent (hissi). Ce point suit le mouvement de la Terre et c'est pourquoi il n'y a pas de différence quant au point de chute des deux rochers. »

#### Astronomie théorique
On pensait jusqu'à la fin du XXe siècle que les progrès des astronomes arabes dans la théorique des planètes avaient pris fin avec l'œuvre d’Ibn al-Shatir au XIVe siècle, mais de nouvelles recherches ont mis en lumière les découvertes remarquables accomplies jusqu'au XVIe siècle, notamment à la suite des travaux de George Saliba sur Shams al-Din al-Khafri (en) (mort en 1550), un glossateur séfévide des écrits des astronomes de Maragha. Saliba écrit à propos d’al-Khafri :
« Par sa perception claire du rôle des mathématiques dans la description des phénomènes naturels, cet astronome réussit à porter la tradition hay’a à des sommets inégalés ailleurs, au plan mathématique comme au plan astronomique. La recherche de modèles mathématiques pouvant supplanter celui de Ptolémée, et l'examen des œuvres de ses prédécesseurs tous en quête d'un modèle mathématique unifié à même de rendre compte de tous les phénomènes physiques, lui firent conclure que toute modélisation mathématique n’a pas par elle-même de sens physique, et qu’elle n’est qu'un langage parmi d'autres pour décrire la réalité physique. Il se persuada également que les phénomènes décrits par les modèles ptoléméens n’admettent pas de solution mathématique unique soumise aux mêmes contraintes ; qu’au contraire il existe plusieurs modèles mathématiques capables de rendre compte des observations de Ptolémée ; qu’ils aboutissent aux mêmes prévisions sur les points critiques que Ptolémée avait retenus pour construire ses propres modèles (et qu’ainsi ils ne rendent pas mieux compte des observations que Ptolémée) tout en respectant les conditions imposées par la cosmologie aristotélicienne, admise par les auteurs de la tradition hay’a. »
Ali al-Qushji améliora aussi le modèle planétaire d’al-Tusi et proposa une alternative au modèle de l'orbite de Mercure.

## Échanges et prolongements

### Chine
On fit venir en Chine sous la dynastie Yuan des astronomes musulmans pour y perfectionner le calendrier et enrichir l'astronomie. Au cours du règne de Kubilaï Khan, des Iraniens vinrent construire un observatoire et un institut d'études astronomiques à Pékin. Un astronome persan, Djamal ad-Din, offrit en 1267 à Kubilaï Khan un coffret de sept instruments astronomiques, comprenant un globe et une sphère armillaire. On sait par ailleurs que plusieurs astronomes chinois travaillaient à l’observatoire de Maragha, en Perse. Selon Benno van Dalen, cependant, l'influence directe de l'astronomie arabe sur l'astronomie chinoise semble avoir été limitée.

### Empire ottoman

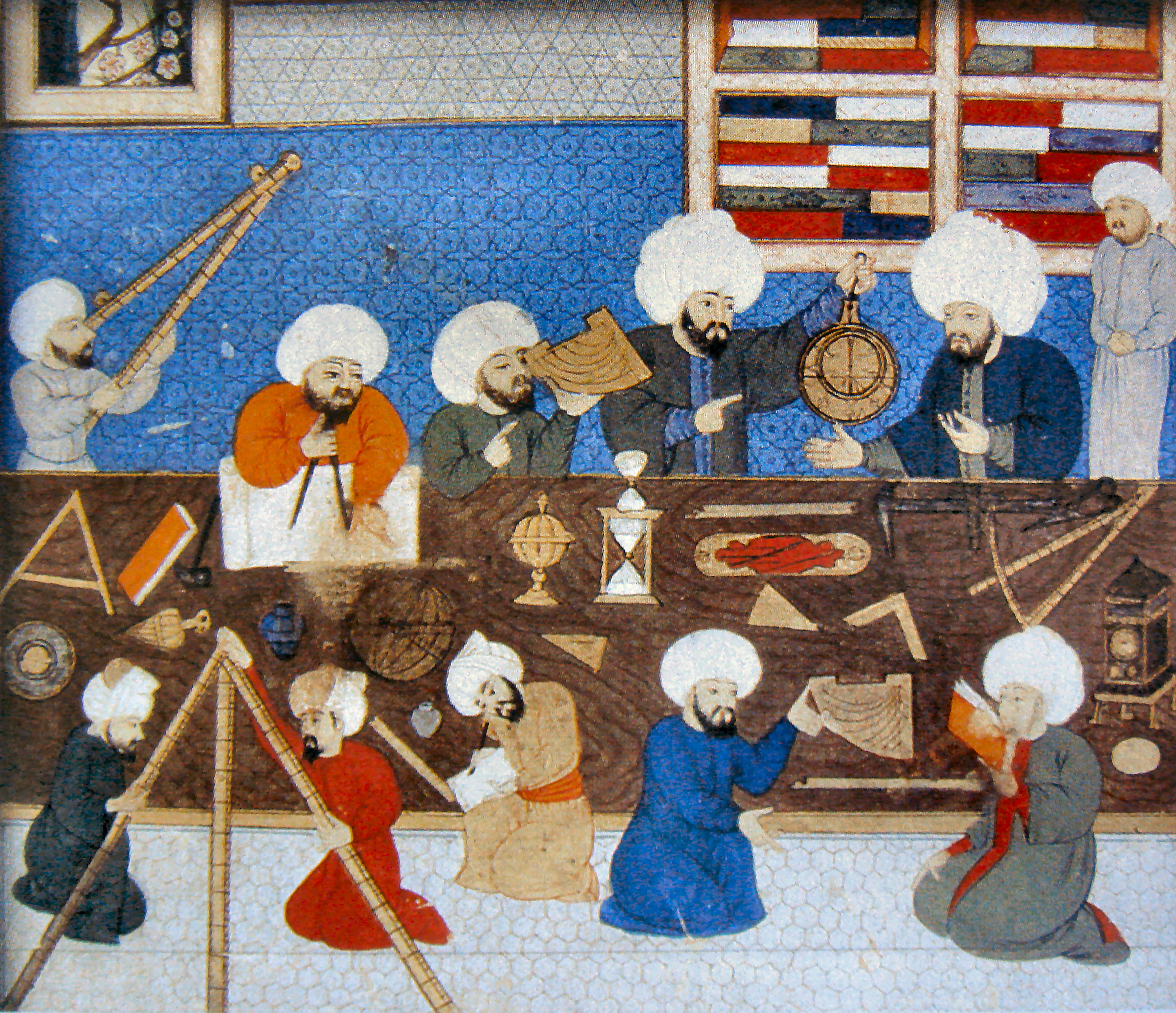
Taqi Al-Din et des astronomes dans son observatoire - Miniature anonyme 1581

Un astronome musulman célèbre du XVIe siècle, l’Ottoman Taqi al-Din fit construire en 1577 l’observatoire de Constantinople, où il put observer le ciel jusqu’en 1580. Il dressa des tables malheureusement incomplètes al-Zīj al-Shāhinshāhī, ses caractéristiques de l'orbite apparente du soleil sont plus précises que celles de Nicolas Copernic et de Tycho Brahe. Al-Din contribua aussi au développement de l'écriture en fractions décimales en l'utilisant dans ses travaux, en particulier dans ses tables trigonométriques Kharīdat al-Durar (ou Perle intacte). Il inventa aussi entre 1556 et 1580 de nombreux instruments astronomiques, parmi lesquels de très précises horloges astronomiques.
À la destruction de l’observatoire de Constantinople sur ordre du sultan Mourad III en 1580, l’activité astronomique stagna dans l’Empire ottoman, jusqu’à l’introduction de la Révolution copernicienne en 1660, avec la traduction par l'érudit ottoman Ibrahim Efendi al-Zigetvari Tezkireci en arabe de la Nouvelle théorie des planètes de Noël Duret (publiée en 1635).

### Inde
L'astronomie indienne fit connaissance avec l'astronomie arabe au XIe siècle lors de l'invasion de son territoire par le nord-ouest mais son assimilation par la culture hindoue fut lente. Ainsi le premier traité sur l'astrolabe date de 1370 écrit par Mahendra Suri. Des tables venant de l'extérieur des frontières furent recopiées en Inde. Au milieu du XVIe siècle, l'épanouissement de l'empire moghol attira un grand nombre d'érudits qui apportèrent avec eux des écrits astronomiques en persan et en arabe. Des observations furent entreprises sur le sol indien mais sous une forme individuelle et désorganisée et aucun observatoire astronomique ne fut construit durant la période Moghol. On note cependant durant le règne d'Akbar puis celui de Shâh Jahân des créations de tables mettant à jour les Tables sultaniennes d'Ulugh Beg et l'intérêt d'Humayun pour l'astronomie était évident. On rapporte qu'il conduisait lui-même ses propres observations et envisageait la construction d'un grand observatoire. Sous son règne se développa à Lahore un grand centre de construction d'instruments (astrolabes, sphères célestes) qui perdura jusqu'au XIXe siècle. On voit apparaître, à partir du XVIIe siècle, dans des textes en sanskrit, des termes astrologiques arabes ou persans et des éléments de tables astronomiques arabes.
Après le déclin de l'Empire moghol, c'est un roi hindou, Jai Singh II d’Ambre, qui entreprit de faire renaître la tradition astronomique arabe dans son royaume. Au début du XVIIIe siècle, il fit édifier plusieurs grands observatoires dont celui de Yantra Mandir. Il y fit construire de très grands instruments d'observations en maçonnerie et en pierre, dont certains sont des innovations de Jai Singh lui-même. Son objectif principal était l'observation du Soleil et de la Lune et la mise à jour des tables sultaniennes. Dans ces observatoires, travaillaient des astronomes indiens, des astronomes arabes, mais aussi des astronomes européens jésuites. Curieux de découvrir l'astronomie européenne, Jai Singh finança même une expédition en Europe (1727-1730) mais la délégation ne lui rapporta du Portugal ni les mesures de Tycho Brahe, ni les théories de Nicolas Copernic et Isaac Newton, mais seulement des tables de Philippe de La Hire datant du siècle précédent et dans lesquelles Jai Singh remarqua quelques erreurs. Les tables qu'il produisit, dédicacées à l'empereur Muhammad Shâh et connues sous le nom de Zīj-i Muhammad Shāhī, furent utilisées pendant près de 150 ans.

### Occident médiéval

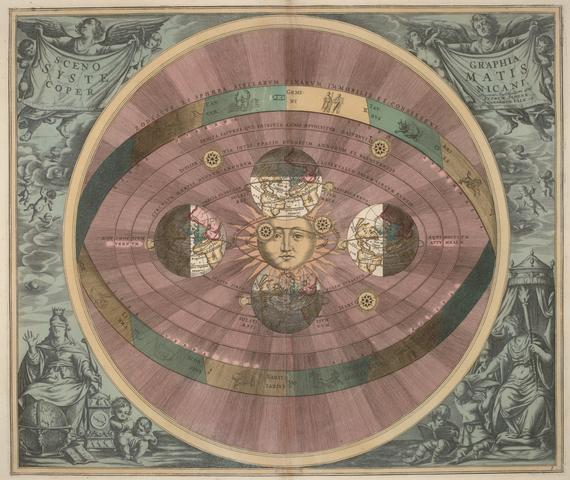
Modèle héliocentrique attribué à Nicolas Copernic.

L’occident médiéval prit connaissance de l’astronomie arabe par son contact avec l’Al-Andalus et la Sicile, et par le biais de traductions d’ouvrages arabes en latin et en hébreu. Dès la fin du Xe siècle, l’usage et la description des instruments arabes, et en particulier de l’astrolabe, étaient connus dans le monde occidental par les traductions de traités les concernant (Llobet de Barcelone, Gerbert d'Aurillac, Hermann le boiteux).
Une seconde vague de traduction au XIIe siècle permit de faire connaître au monde occidental les tables et l’astronomie théorique. l’Almageste fut traduit de l’arabe en latin en 1143 par Herman le Dalmate, les tables d’al-Khwarismi vers 1126 par Adélard de Bath, celles d’al-Battani (ou Albatenius) par Robert de Chester. Mais ce sont surtout les œuvres d’al-Zarqalluh (ou Azarchel), utilisées par Raymond de Marseille avant 1141 puis traduites par Gérard de Crémone, sous le nom de Tables de Tolède qui eurent une grande influence sur le monde occidental jusqu'à ce qu'elles soient supplantées par les Tables alphonsines. Grâce à elles, le monde latin médiéval prit conscience que les tables nécessitaient de constantes corrections et que le modèle ptoléméen était imparfait. On y trouvait également un exemplaire du Liber de Motu attribué à Thabit ibn Qurra qui expliquait le phénomène d'oscillation des équinoxes. Un nouveau type de textes astronomiques, Theoricae planetarum, inspirés des œuvres d'al-Farghani (ou Alfraganus), al-Khwarismi et Thabit ibn Qurra vit le jour au XIIe et XIIIe siècles. Parmi celles-ci on peut citer la Theorica planetarum Gerardi et surtout la Theorica planetarum de Campanus de Novare qui fut étudiée dans les universités jusqu'au XIVe siècle.
Au XIIIe siècle les traductions, par Michael Scot, des œuvres d’Ibn-Rusd (ou Averroès) ouvrirent la voie à une remise en question des fondements en astronomie. Elles mirent en évidence le rationalisme qui se dessinait dans la science arabe, ce rationalisme entra en conflit avec la pensée augustienne et favorisa un renouveau dans les écoles de pensée dont Thomas d'Aquin et Siger de Brabant furent des représentants. Le modèle d’al-Bitruji (ou Alpetragius) fut analysé, critiqué puis rejeté au profit d’une théorie planétaire plus ptoléméenne issue d’un ouvrage attribué à Ibn al-Haytham (ou Alhazen). Soutenu par Roger Bacon, cette théorie planétaire eut de nombreux défenseurs parmi lesquels on trouve George Peurbach dont les Theorica novae planetarum publiées en 1454 servirent de références jusqu'à Tycho Brahe.
Le grand mérite de Nicolas Copernic est d’avoir, avec son modèle héliocentrique grandement simplifié les modèles planétaires. Il prit connaissance des travaux d'al-Battani et Azarchel grâce à l'Epitome in Almagestum Ptolemae commencé par George Peurbach et achevé par Regiomontanus. C’est de ces écrits qu'il s'inspire pour résoudre les problèmes d’irrégularités dans le mouvement de la terre et des planètes (variation de l'excentricité, trépidation des équinoxes, variation en latitude…). Quant à l’influence que l’école de Maragha aurait eu sur ses modèles planétaires, elle est encore à l’étude.
On peut dater la fin de l’influence de l’astronomie arabe sur l’occident latin à la parution du De revolutionibus de Copernic en 1543. Les observations de Tycho Brahe rendirent caduques toutes les tables antérieures. Toute trace du système ptoléméen disparut avec le modèle planétaire proposé par Johannes Kepler.

### Les noms des étoiles
Les noms traditionnels des étoiles des langues européennes sont encore largement utilisés, bien que concurrencés par le système de désignation de Bayer, or beaucoup de ces noms sont issus de transcriptions de l'arabe réalisées au Moyen Âge. Cependant moins du tiers d'entre eux ont pour origine la péninsule arabique, celle des autres étant grecque, ou moyen-orientale. L'origine n'est toutefois pas toujours facile à reconstituer, car ces noms ont été parfois fort mal transcrits de l'arabe vers le latin, et dans certains cas de façons divergentes. Des lettres ont pu être confondues, certains érudits comme Johann Bayer ou Joseph Scaliger n'ont parfois pas hésité à déformer les noms, pour mieux coller à une étymologie erronée qu'ils avaient cru reconstituer, et des erreurs d'attribution ont été commises.
Les noms eux-mêmes peuvent faire référence à celui des constellations. Celles-ci et leurs dénominations ont été transmises par les Grecs mais étaient souvent d'origine beaucoup plus ancienne, héritées des sumériens et de leurs successeurs akkadiens et babyloniens. La tradition astronomique grecque comme la tradition arabe préislamique ont été toutes deux influencées par celle des peuples de l'ancienne Mésopotamie. Aussi même s'il n'y avait aucun contact entre Grecs et Arabes avant la période islamique, on peut observer des rapprochements dans les noms, qui ne témoignent que de racines communes.
À côté de noms d'étoiles dont l'origine est directement gréco-latine, il est possible d'en distinguer un groupe important qui sont transcrits de l'arabe, ces noms arabes étant eux-mêmes des traductions des noms grecs de l'Almageste de Ptolémée. Les étoiles sont souvent nommées par celui-ci en référence à une partie de leur constellation, comme Deneb de Dhanab ad-Dajājah, la queue de la poule, terme que l'on retrouve pour plusieurs autres étoiles comme Deneb Algedi (δ Capricorni), la queue de la chèvre. On a aussi Alpheratz ou Sirrah (α Andromedae), le nombril du cheval, et bien d'autres.
Cependant d'autres étoiles ont un nom dont l'origine arabe précède les traductions de Ptolémée et l'influence grecque, ainsi Véga, al-nasr al-wāqiʾ (l'aigle ou le vautour) plongeant, Altaïr al-nasr al-taʾir, (l'aigle ou le vautour) en vol, Aldébaran, le suiveur (des Pléiades), Bételgeuse, à l'origine yad al-jawzāʾ, la main d'Orion, et dont la mauvaise transcription (un b pour un y) est renforcée par une reconstruction étymologique inventée par Scaliger, et là aussi bien d'autres.

## Observatoires
L'observation des étoiles dans le monde arabe médiéval a pris plusieurs formes. Certaines étaient le fait d'individus dotés de quelques instruments, on parle alors d'observatoires privés. D'autres étaient effectuées dans le cadre d'un programme d'étude, financé par un prince et comportaient une équipe et un directeur. Une telle structure est, selon Aydin Sayill, un produit de la culture islamique. Les observations s'effectuaient à l’œil nu et les instruments utilisés dans les premiers temps étaient semblables à ceux de Ptolémée, elles ne nécessitaient donc pas de construction en dur. Progressivement, la taille des instruments augmentant, la nécessité de construire des bâtiments spécifiques s'est fait sentir.

### Premiers observatoires
Les observations astronomiques ont commencé dès le VIIIe siècle puisque Ibn Yunus rapporte l'existence de telles observations à Gundishapur avant 790 mais le premier programme d'observations est celui financé par le calife Al-Ma’mūn à la fin de son règne (vers 830). Elles furent effectuées à Bagdad dans le quartier de Shammāsiyya et au mont Qāsīyūn près de Damas. On sait peu de chose sur ces deux observatoires sauf qu'ils possédaient des directeurs de recherche, une équipe d'astronomes et qu'ils utilisaient des instruments de grande taille. Il n'y a aucune mention de construction de bâtiments spécifiques.
Au Xe siècle, la dynastie des Bouyides encouragea de grands projets, utilisant des appareils de grandes tailles nécessitant la construction de bâtiments en dur à Rayy sous le règne de Fahkr al-Dawla où al-Khujandi réalisa un grand sextant pour des observations solaires, à Ispahan où al-Sufi observa les étoiles fixes, à Bagdad, dans le palais royal de Charaf ad-Dawla Chirzil où les astronomes al-Quhi et Abu l-Wafa entreprirent un programme d'observations des étoiles. On se trouve ici en présence des trois composantes : bâtiments, programme, équipe.

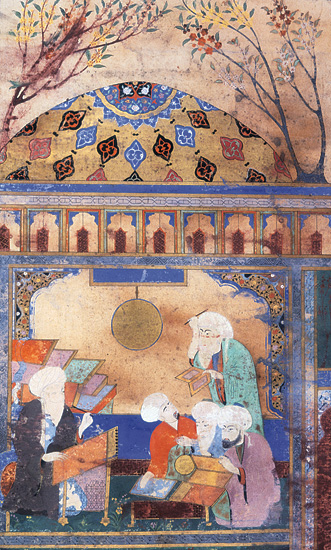
Al-Tusi à l’observatoire de Maragha.

Au XIe siècle, Malik Shah Ier institua un grand observatoire, sans doute à Ispahan qui fonctionna durant 18 ans. C'est là qu’Omar Khayyam et ses collaborateurs construisirent leurs tables et promulguèrent le Calendrier solaire persan, également appelé calendrier jalali.
Parallèlement à ces observations institutionnelles les observations privées furent également très nombreuses à Bagdad, Damas, Samarra, Nishapur, Raqqa, où Al-Battani observa les étoiles pendant trente ans et au Caire (Ibn Yunus). En Occident musulman, il n'y a pas trace de programme d'observations suivies, seuls semblent exister des observatoires privés (al-Majriti et Al-Zarqalluh), et il semble que la tour Giralda de Séville ait été utilisée.

### Observatoires de la fin du Moyen Âge

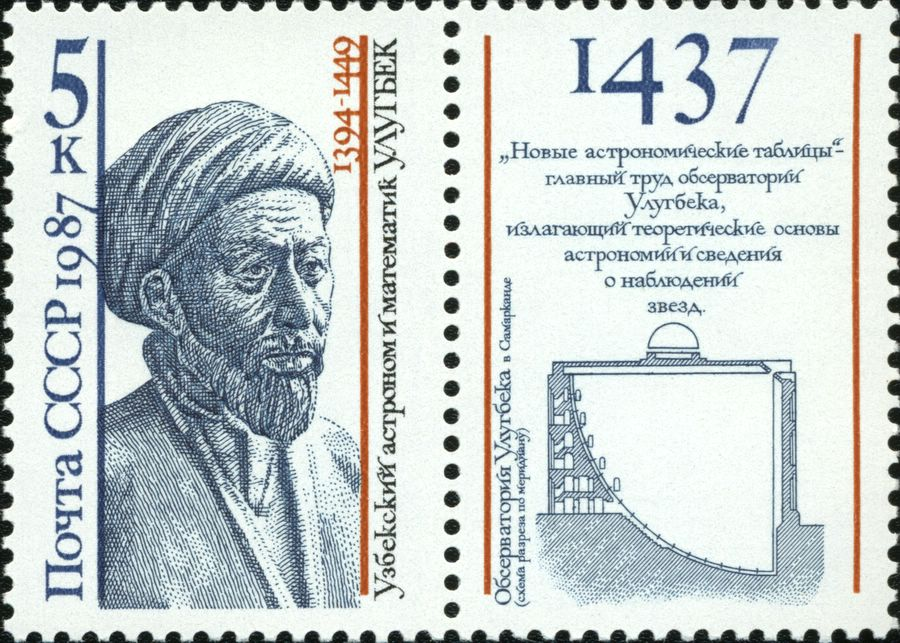
Hommage à Ulugh Beg, fondateur d'un grand observatoire à Samarcande, sur ce timbre des postes soviétiques.

Les observatoires les plus réputés, cependant, ne furent établis qu'à partir du début du XIIIe siècle. En 1259, Houlagou Khan finança la construction de l’observatoire de Maragha et al-Tusi en fut le premier directeur. Cet observatoire bénéficiait de revenus propres pour son entretien et survécut ainsi à la mort d'Houlagou Khan. Outre les bâtiments d'observations et les divers instruments, il comportait une grande bibliothèque et une fonderie pour les instruments en cuivre. Certains des meilleurs astronomes de l'époque s'y sont rendus, et leur collaboration a débouché pendant 50 ans sur d'importantes modifications successives au modèle de Ptolémée. Les observations d’al-Tusi et de son équipe ont été rassemblées par écrit dans les tables intitulées Zij-i Ilkhani. On a trace de son activité jusqu'en 1316. Il servit de modèle pour les grands observatoires ultérieurs.
Parmi-ceux-ci on compte le grand observatoire de Samarcande construit en 1420 par le prince Ulugh Beg, lui-même astronome et mathématicien, où travailla Al-Kachi, le grand observatoire d'Istanbul construit par Taqi al-Din en 1577 et les observatoires du prince Jai Singh II en Inde au XVIIe siècle dont le Yantra Mandir.

## Instruments
Le matériel astronomique utilisé par le mode arabe médiéval est pour la plupart issu de l'astronomie grecque dans laquelle on trouve des références à la sphère armillaire, les anneaux équinoxiaux ou méridiens, les règles parallactiques (en), le quadrant mural (en), la sphère céleste, les cadrans solaires, les équatoires. Le monde musulman en prit connaissance par le biais de traités mais aussi probablement par une tradition de facteurs d'instruments.
Nos connaissances sur les instruments utilisés ou fabriqués par les astronomes musulmans du Moyen Âge nous viennent essentiellement de deux sources : d’une part les instruments conservés dans les collections privées et des musées, d’autre part les copies de traités et les manuscrits du Moyen Âge parvenus jusqu'à nous.
Les musulmans tout en perfectionnant les instruments des Grecs et Chaldéens en y adjoignant de nouvelles échelles, inventèrent un arsenal de variations sur ces outils d'observation. Beaucoup de ces instruments ont été imaginés ou construits pour les besoins du culte, comme la détermination de la qibla (direction de La Mecque) ou de l’heure des Salah, ou pour celui de l'astrologie.

### Astrolabes

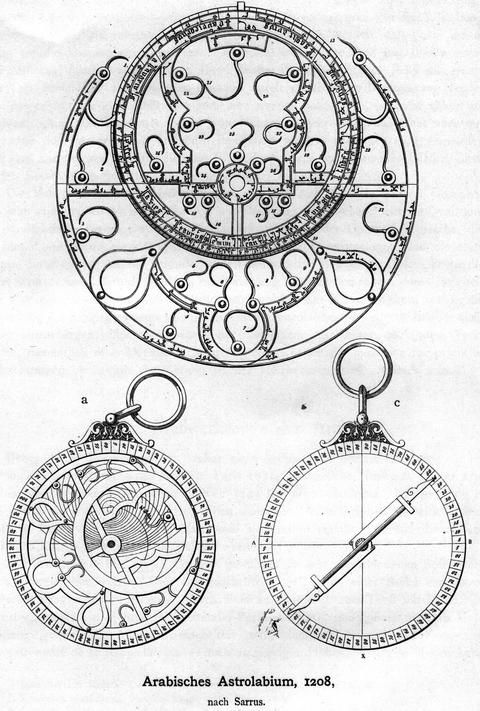
Un astrolabe arabe de 1208.

L'astrolabe est l'instrument emblématique de l'astronomie arabe. Son nom asturlab est une arabisation du mot grec astrolabon, ce qui rappelle l'origine grecque de cet instrument mais c'est le monde arabe médiéval qui en popularisa l'usage tout en le modernisant. Le plus ancien astrolabe encore présent au XXIe siècle date de la fin du VIIIe siècle ou début IXe siècle mais les chroniques arabes attribuent à al-Fazari la construction des premiers astrolabes du monde musulman et signalent que ces premiers instruments furent fabriqués dans la ville de Harran avant que la construction ne s'en répandit dans tout le monde musulman. Fabriqués pour la plupart en laiton, ils demandaient un travail d'artisans-experts et coûtaient relativement chers. Être capable de fabriquer de tels instruments procurait un tel prestige que ces artisans ajoutaient parfois à leur nom le surnom de al-Asturlabi (facteur d'astrolabes).
Cet instrument, fondé sur le principe de la projection de la sphère céleste et de la course du soleil, permettait entre autres choses, de déterminer l'heure locale grâce à la mesure de la hauteur d'un astre, de mesurer la hauteur d'un bâtiment, déterminer l'heure du lever ou du coucher des astres, etc. Il en exista une grande variété.
L'astrolabe planisphérique simple ne pouvait être utilisé qu'à une latitude déterminée. L'adjonction de plaques ou tympans supplémentaires permettait un usage dans d'autres latitudes. Le revers de l'astrolabe était utilisé pour présenter d'autres outils (quadrant à sinus, indicateur de Qibla, carré à ombres, calendrier solaire et lunaire, équatoire…). On pouvait y faire figurer les heures des prières, des renseignements astrologiques, la mère (sous les tympans) pouvait aussi comporter des informations comme la longitude et la latitude d'un certain nombre de villes.
L'astrolabe universel pouvait être utilisé à plusieurs latitudes. Il demandait que les projections se fasse sur un plan spécial. Le principe semble apparaître pour la première fois dans un traité d'al-Biruni mais ce sont deux astronomes de Tolède, Ali Ibn Khalaf et al-Zarqalluh (Azarchel) qui sont les créateurs des premiers modèles au XIe siècle. Ibn Khalaf est le créateur de l'instrument connu dans l'Occident latin sous le nom de «Lamina universelle» et al-Zarqalluh le créateur d'instruments connus sous le nom latin de « Saphae » (Safiha shakkaziyya ou Safiha al-zarqalliyya),.

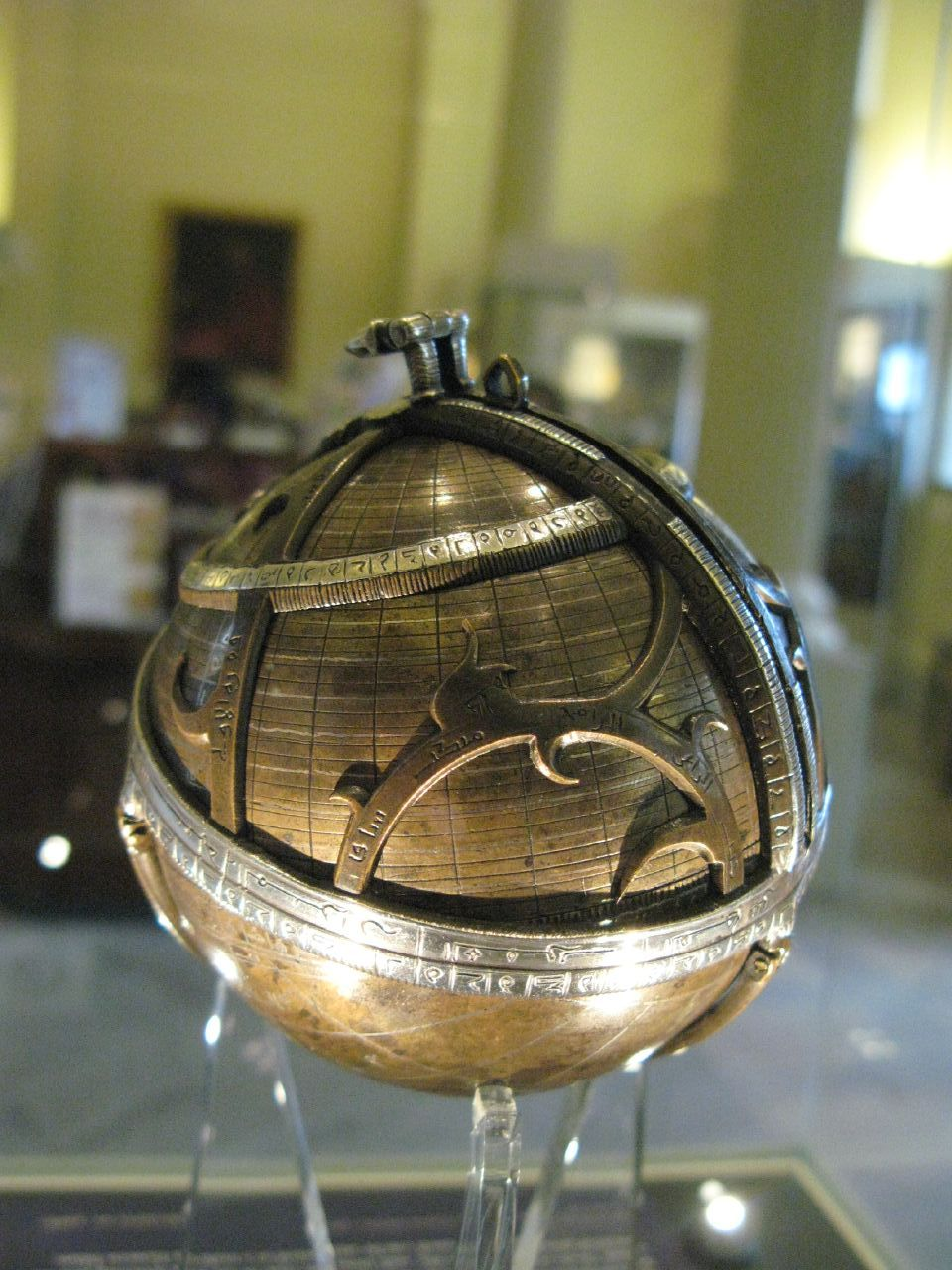
Astrolabe sphérique (885H/1480-81) - Musée d'Oxford

L'astrolabe sphérique semble être une invention arabe mais aurait eu plus un rôle d'objet de démonstration que d'objet utilitaire. Il était connu dans le monde arabe au moins dès le Xe siècle.
Il existait en outre une grande tradition de recherche et d'invention concernant les astrolabes. Beaucoup d'entre eux ne figurent que dans des traités et ne semblent pas avoir donné lieu à une fabrication ou du moins leur usage fut très limité. On peut citer ainsi l'astrolabe «melon» qui correspond à une projection passant par un pôle, l'astrolabe créé selon une projection orthogonale, l'astrolabe construit sur le principe que la terre tourne sur elle-même, imaginé, selon al-Biruni, par Al-Sijzi, l'astrolabe linéaire ou bâton d'al-Tusi.

### Quadrants

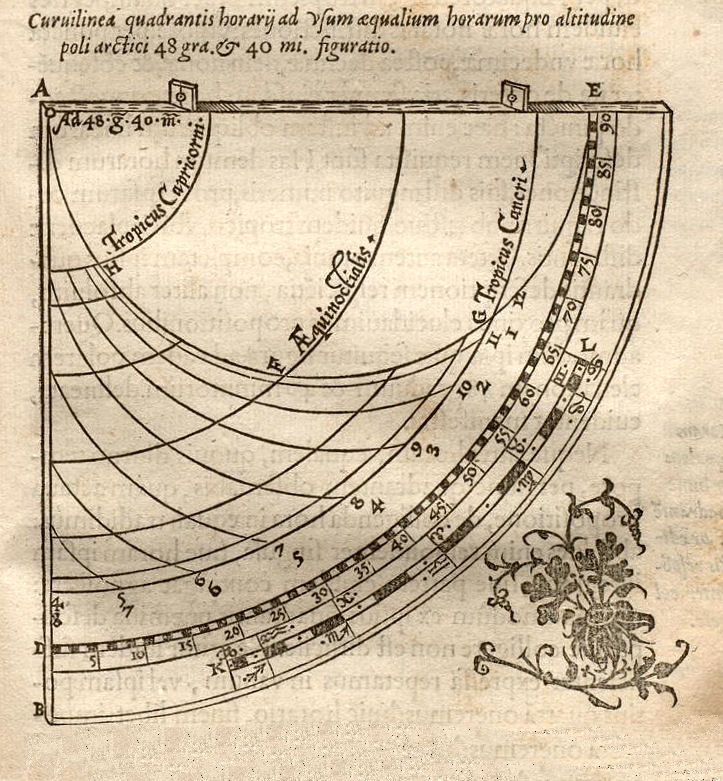
Quadrant horaire à heures égales

On regroupe sous ce vocable un grand nombre d'instruments en forme de quart de cercle. À côté du quadrant mural de l'astronomie grecque, on trouve de nombreux instruments portatifs mis au point par le monde arabe.
Le quadrant simple est un instrument de visée permettant de déterminer la hauteur d'un astre : lorsque le bord du quadrant est aligné avec l'astre, le fil à plomb permet de déterminer sa hauteur. Sur la plaque du quart de cercle, on peut graver un système de lignes qui transforme l'instrument en nomogramme.
Le quadrant à sinus possède une plaque gravée de lignes trigonométriques (quadrillage permettant de lire facilement le sinus et le cosinus d'une série d'angles). Il apparait au début du IXe siècle et son invention est attribuée à al-Khwarismi. Il permet de résoudre des problèmes trigonométriques tel que la recherche de la Qibla.
Le quadrant horaire simple possède un système de lignes gravées permettant de déterminer l'heure saisonnière ou l'heure régulière à une latitude donnée en fonction de la hauteur du soleil. Une manipulation sur le fil à plomb permettait de tenir compte de la date d'observation. Cet instrument, fondé sur des propriétés trigonométriques, est une invention du début du IXe siècle à Bagdad.
Le quadrant horaire universel permet de déterminer l'heure saisonnière à toute latitude. On trouve, dans un manuscrit du IXe siècle, la description d'un quadrant universel à curseur qui serait l'ancêtre du quadrans vetus latin.
Le quadrant-astrolabe possède une projection stéréographique des cercles d'égale hauteur (almicantarats). L'origine de ces quadrants est obscure mais on en trouve mention dans un manuscrit du XIIe siècle. Ces quadrants-astrolabes de fabrication facile (on en trouvait en bois recouvert de papier) furent très populaires à partir du XIVe siècle et tendirent à remplacer l'astrolabe dans la plus grande partie du monde arabe à partir du XVIe siècle.

### Sphères armillaires et sphères célestes

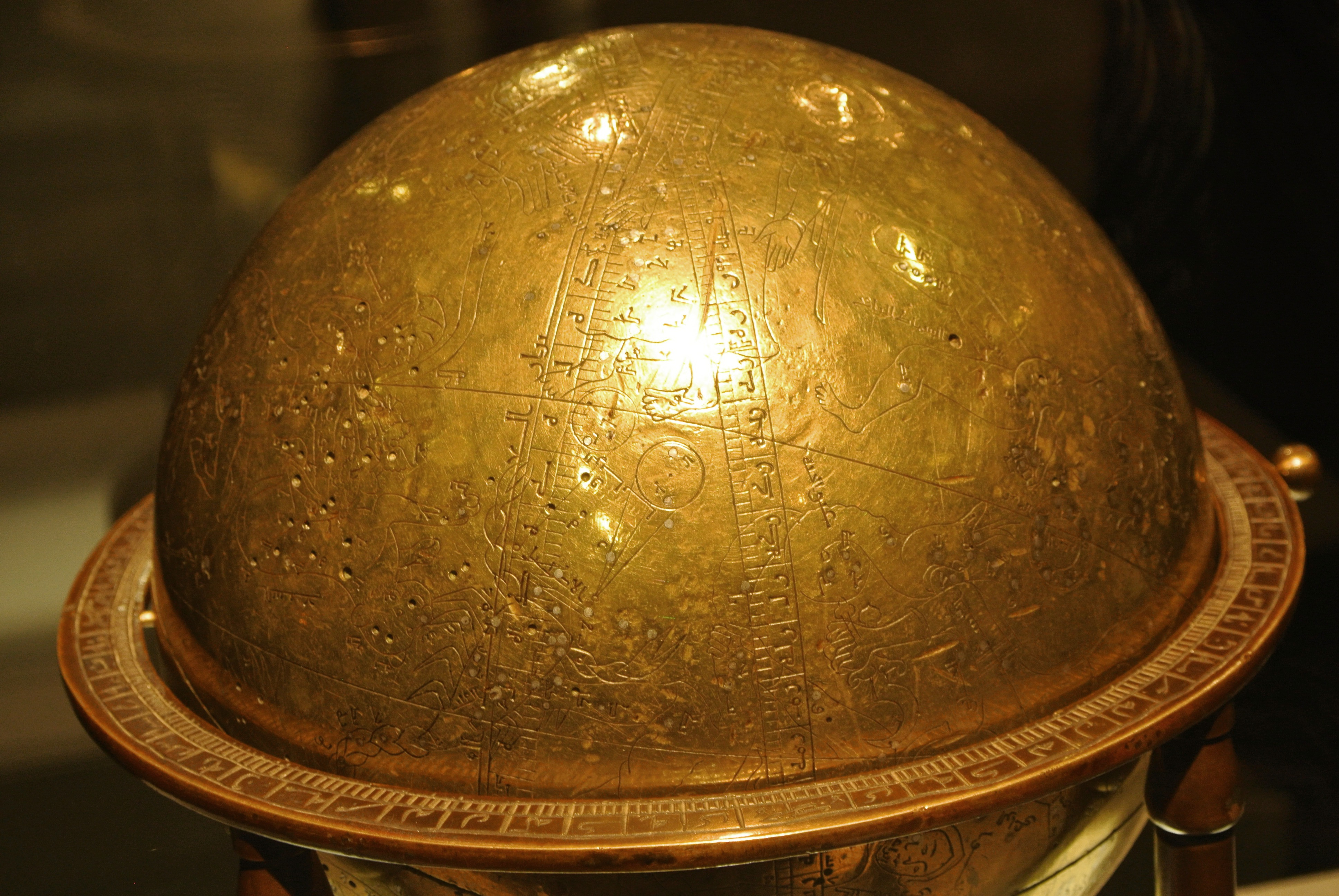
Globe céleste, Iran, 1144, musée du Louvre

Ce sont des mécanismes sphériques analogiques permettant de déterminer la position des étoiles et du soleil selon les époques de l'année. Elles servaient aussi à résoudre des problèmes d'astronomie sphérique. Pour servir dans le cadre d'observations astronomiques, il fallait qu'elles soient de grande taille. David King signale ainsi la description d'une sphère armillaire tellement grande qu'un cavalier à cheval pouvait passer au travers.
Les sphères célestes de petite taille servaient plus de guide pour l'identification des étoiles et étaient utilisées en association avec un traité sur les étoiles. Le livre sur les étoiles fixes d'al-Sufi (965) présente ainsi les constellations sous deux aspects symétriques, vues du ciel et vues sur une sphère céleste. Il est rapporté que ce livre aurait été associé à un globe céleste en argent de grande taille destiné à Adhud ad-Dawla. Les sphères célestes étaient construites en métal (or, argent, cuivre, laiton), en pierre, cuivre, ou bois couvert de parchemin, mais la plupart de celles qui sont parvenues au XXe siècle sont en laiton. La plus ancienne date de 1085 et mesure 21 cm de diamètre. Selon Sophie Makariou, le globe exposé au Louvre (voir photo) est le plus ancien globe connu de la partie orientale du monde islamique, les deux globes antérieurs ayant été probablement exécutés à Valence à la fin du XIe siècle.

### Équatoires
Un équatoire est un système géométrique et mécanique permettant de reproduire le mouvement du soleil et de la lune ou des planètes selon le système de Ptolémée. Avant Ptolémée, de tels instruments existaient déjà, fondés sur les systèmes de l'époque : on sait qu'Archimède possédait un équatoire et l'on peut classer la machine d'Anticythère parmi les instruments du monde grec de cette sorte de haute complexité. Dans le monde arabe également, ce type d'instruments fut étudié : on connait au moins 4 traités sur ce sujet dont le plus ancien date du XIe siècle. Il ne reste pas d'instrument de ce type ayant survécu mais on sait qu'al-Biruni a décrit un calendrier solaire-lunaire selon ce principe. On trouve également mention d'un équatoire dans les écrits d'al-Kashi. Dans l'Occident arabe, il est fait mention de deux mécanismes de cette sorte, l'un « les plaques de 7 planètes » est une conception d'Ibn al-Samh et l'autre, à deux plaques, est conçu par al-Zarqalluh.

### Cadrans solaires

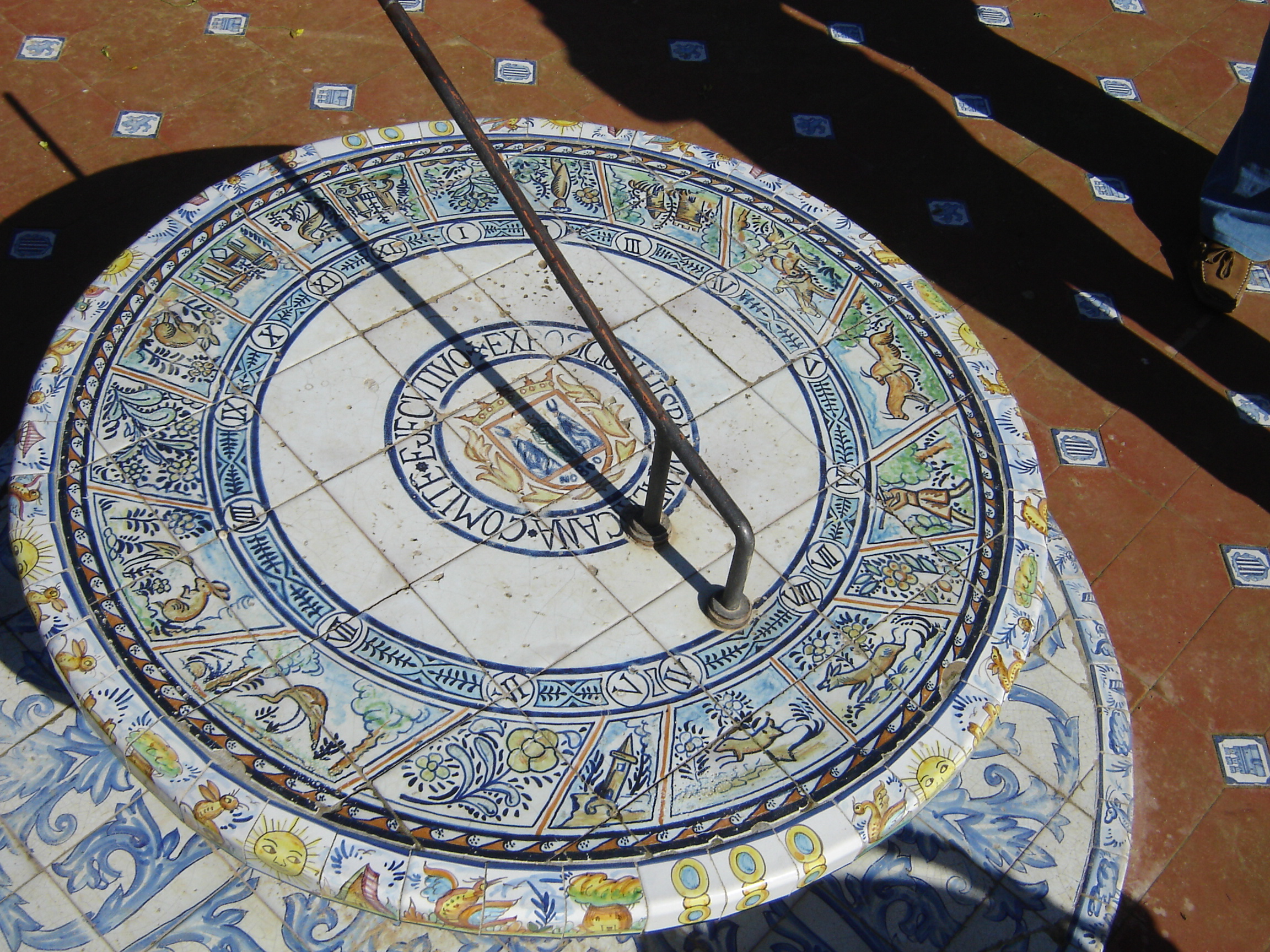
Un cadran solaire à Séville, en Andalousie.

Les musulmans apportèrent des contributions significatives à la théorie et la fabrication des cadrans solaires, dont le principe leur venait de leurs prédécesseurs indiens et grecs. On attribue à Al-Khawarizmi des tables qui abrégèrent et facilitèrent considérablement la fabrication de ces instruments permettant ainsi leur construction n'importe où sur Terre. On en plaçait fréquemment au fronton des mosquées pour vérifier l'heure de la prière. L’un des plus beaux spécimens fut fabriqué au XIVe siècle par le muwaqqit (grand horloger) de la mosquée omeyyade de Damas, Ibn al-Shatir. Les astronomes et ingénieurs musulmans couchèrent par écrit des instructions sur la construction de cadrans solaires tant horizontaux que verticaux ou polaires.
Les premiers cadrans solaires indiquaient majoritairement l'heure saisonnière. Il faut attendre le XIVe siècle et le cadran solaire d'Ibn al-Shatir pour voir apparaître un cadran solaire dont le gnonom est parallèle au pôle, ce qui permet de donner les heures régulières à n'importe quelle latitude.
Il a également existé, dès le XIVe siècle des cadrans solaires portatifs inclus dans des nécessaires astronomiques ou instruments astronomiques à usages multiples installé dans une boite à couvercle. Il s'agissait pour le nécessaire astronomique d'Ibn al-Shatir d'un cadran solaire polaire et pour celui d'al-Wafa d'un cercle équatorial.

### Horloges astronomiques et astrolabes à engrenages
L'astronomie musulmane bénéficia de la compétence technique des horlogers arabes pour la construction d'horloges astronomiques à eau. On trouve ainsi des témoignages du XIVe siècle décrivant des horloges astronomiques de grande complexité. Al-Biruni décrit ainsi un calendrier mécanique, on a trace de l'existence d'une horloge astronomique sur la mosquée de Fez. Il est rapporté qu'Ibn al-Shatir possédait un astrolabe à engrenage. Il existe également un astrolabe complété par un calendrier lune-soleil mu par engrenages, œuvre du XIIIe siècle

### Instruments d'observations

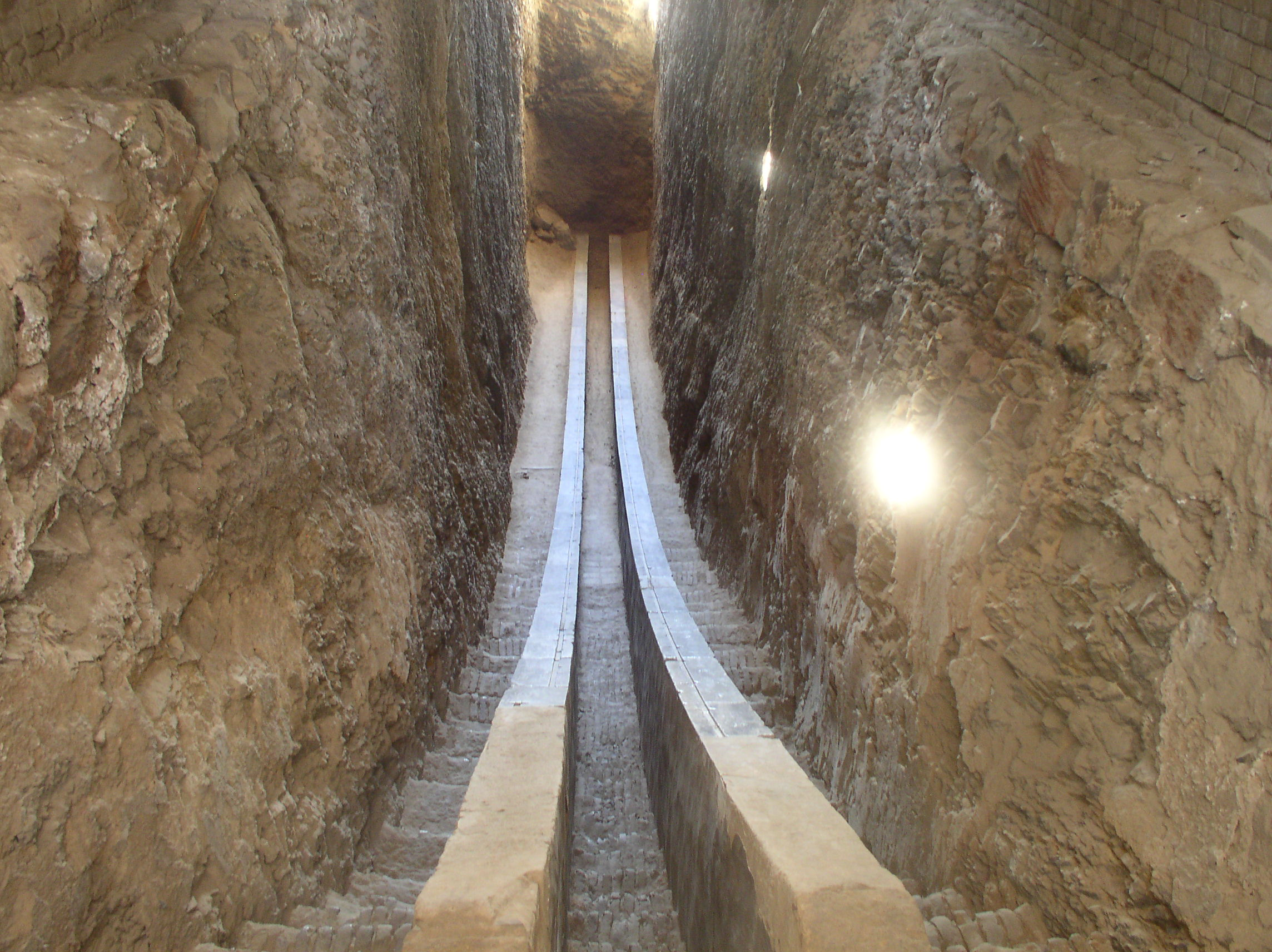
Sextant mural d’Ulugh Beg, édifié à Samarcande, Ouzbékistan, au XV.

Les instruments présents dans les observatoires astronomiques sont les instruments grecs précédemment cités : sphère armillaire, anneaux équinoxiaux ou méridiens, règles parallactiques (en), quadrant mural.
Pour améliorer leur performance les astronomes arabes en augmentèrent la taille et les perfectionnèrent. Ainsi Ibn Sina a décrit un instrument de visée, avec un système de double mesure, d'un diamètre de 7 mètres, utilisé au Xe siècle.
Al-Battani utilisa des tubes d'observations permettant de fixer son regard sans être dérangé par la luminosité ambiante. Ces tubes sont décrits par al-Biruni comme des tubes de 5 coudées de long mais ils étaient dépourvus de tout système optique.
L'observatoire de Rayy possédait un sextant (sixième de cercle) d'un rayon de 20 mètres avec un système de visée selon le principe de la chambre noire : entièrement dans l'obscurité, il possédait une petite ouverture sur le toit permettant à un rayon de soleil de passer. Au XVe siècle, Ulugh Beg fit construire un « Sextant de Fakhri », d’un rayon d’à peu près 40 m. Il se dressait à Samarcande, en Ouzbékistan, et cet arc édifié avec beaucoup de soin comportait des escaliers de chaque côté pour permettre aux assistants chargés des mesures de se déplacer rapidement.
Les instruments de l'observatoire de Maragha sont décrits par al-'Urdi, ils sont de même type que ceux déjà cités à l'exception d'un cercle azimutal pourvu de deux quadrants permettant de prendre simultanément la hauteur de deux étoiles.

#### En français
- Roshdi Rashed (dir.) et Régis Morelon (dir.), Histoire des sciences arabes, vol. I (376 p.) : Astronomie, théorique et appliquée, Paris, éditions du Seuil, 1997, 376 p., 3 vol. (ISBN 978-2-02-030352-1)
- Abdulhak Adnan, La Science chez les Turcs ottomans, Paris, Maisonneuve, 1939, 82 p.
- Pierre Duhem, Sozein ta phainomena. Essai sur la notion de théorie physique de Platon à Galilée, Vrin, coll. « Mathesis », 1908 (réimpr. 1992), 143 p. (ISBN 978-2-7116-0805-8)
- Antoine Gautier, L’âge d'or de l’astronomie ottomane, vol. {CXIX} : L’Astronomie, décembre 2005
- Paul Couderc, Histoire de l'astronomie, Presses universitaires de France, coll. « Que sais-je ? » (no 165), 1945 (réimpr. 6e éd. 1974) Un ouvrage de vulgarisation un peu daté, mais très clair et particulièrement agréable à (re-)lire.
- Jean-Pierre Verdet, Une histoire de l’astronomie, Paris, éditions du Seuil, coll. « Points sciences », 1990, 384 p. (ISBN 978-2-02-011557-5, BNF 36640448)
- Ahmed Djebbar, Une histoire de la science arabe : Entretiens avec Jean Rosmorduc, Éditions du Seuil, mai 2001
- Ahmed Djebbar, L'Âge d'or des sciences arabes, Actes Sud / Institut du monde arabe, octobre 2005, 320 p. (ISBN 978-2-7427-5672-8)

#### Dans d'autres langues
- (en) M. di Bono, « Copernicus, Amico, Fracastoro and Tusi's device: observations on the use and transmission of a model », Journal for the History of Astronomy, vol. 26,‎ 1995, p. 133-154 (lire en ligne)
- (en) François Charette, « The Locales of Islamic Astronomical Instrumentation », History of Science, vol. 44,‎ 2006 (lire en ligne)
- (en) François Charette, Mathematical instrumentation in fourteeenth-centtury Egypt and Syria : The Illustrated Treatise of Najm al-Din al-Misri, Brill, 2003
- (en) Ahmad Dallal, « Science, Medicine, and Technology --- The making of a scientific culture », dans John Esposito (dir.), The Oxford History of Islam, New York, Oxford University Press, 1999 (ISBN 0195107993), p. 152-214
- (en) Owen Gingerich, « Islamic astronomy », Scientific American, vol. 254, no 10,‎ avril 1986, p. 74 (lire en ligne)
- (en) Thomas F. Glick, Steven John Livesey et Faith Wallis, Medieval Science, Technology, and Medicine : An Encyclopedia, Routledge, 2005, 598 p. (ISBN 978-0-415-96930-7, présentation en ligne)
- (en) Donald R. Hill, Islamic Science And Engineering, Edinburgh University Press, 1993 (ISBN 978-0-7486-0455-5)
- (en) Gwyneth Heuter, « Star names — origins and misconceptions », Vistas in Astronomy, vol. 29,‎ 1986, p. 237-251 (DOI 10.1016/0083-6656(86)90015-2)
- (en) Toby Huff, The Rise of Early Modern Science : Islam, China, and the West, Cambridge University Press, 2003, 425 p. (ISBN 978-0-521-52994-5, présentation en ligne)
- (en) Edward S. Kennedy, « A Survey of Islamic Astronomical Tables », Transactions of the American Philosophical Society, vol. 46, no 2,‎ 1956
- (en) Edward S. Kennedy, « Review: The Observatory in Islam and Its Place in the General History of the Observatory by Aydin Sayili », Isis, vol. 53, no 2,‎ 1962, p. 237-239
- (en) Edward S. Kennedy, Astronomy and Astrology in the Medieval Islamic World, Brookfield, VT, Ashgate, 1998
- (en) David A. King, Islamic mathematical astronomy, Londres, 1986
- (en) David A. King et Christopher Walker (dir.), Islamic Astronomy, Astronomy before the telescope, British Museum Press, 1999a, 352 p. (ISBN 978-0-7141-2733-0), p. 143-174
- (en) David A. King, « A Vetustissimus Arabic Text on the Quadrans Vetus », Journal for the History of Astronomy, vol. 33,‎ 2002, p. 237-255 (lire en ligne)
- (en) Paul Kunitzsch et Tim Smart, A Dictionary of Modern Star Names : A Short Guide to 254 Star Names and Their Derivations, Cambridge, Massachusetts, Sky Publishing Corp., 2006, 72 p. (ISBN 978-1-931559-44-7)
- (en) Michael E. Marmura, « Review: An Introduction to Islamic Cosmological Doctrines. Conceptions of Nature and Methods Used for Its Study by the Ikhwan Al-Safa'an, Al-Biruni, and Ibn Sina by Seyyed Hossein Nasr », Speculum, vol. 40, no 4,‎ 1965, p. 744-746
- (en) Hossein Nasr, An Introduction to Islamic Cosmological Doctrines : conceptions of nature and methods used for its study by the Ikhwān Al-Ṣafā', Al-Bīrūnī, and Ibn Sīnā, Albany, SUNY Press, 1993 (réimpr. 1993), 322 p. (ISBN 978-0-7914-1515-3, BNF 37494659, présentation en ligne)
- (en) David A. King, In Synchrony with the Heavens, Studies in Astronomical Timekeeping and Instrumentation in Medieval Islamic Civilization : Instruments of Mass Calculation, Leiden, Brill, 2005, 1066 p. (ISBN 978-90-04-14188-9, BNF 39981867)
- (en) F. Jamil Ragep, « Tusi and Copernicus: The Earth's Motion in Context », Science in Context, Cambridge University Press, vol. 14, nos 1-2,‎ 2001a, p. 145-163
- (en) F. Jamil Ragep, « Freeing Astronomy from Philosophy: An Aspect of Islamic Influence on Science », Osiris, 2nd Series, vol. 16, no Science in Theistic Contexts: Cognitive Dimensions,‎ 2001b, p. 49-64 & 66-71 (lire en ligne)
- (en) F. Jamil Ragep, Dick Teresi et Roger Hart, « Ancient Roots of Modern Science », Talk of the Nation, National Public Radio,‎ 2002 (lire en ligne, consulté le 22 janvier 2008) Conversation diffusée à l'antenne de National Public Radio; l'astronomie est abordée dans le premier quart d'heure.
- (en) F. Jamil Ragep, « Copernicus and his Islamic Predecessors: Some Historical Remarks », History of Science, vol. 45,‎ 2007, p. 65-81 (lire en ligne)
- (en) A. I. Sabra, « Configuring the Universe: Aporetic, Problem Solving, and Kinematic Modeling as Themes of Arabic Astronomy », Perspectives on Science, vol. 6,‎ 1998, p. 288-330
- (en) George Saliba, « Review: Geschichte des arabischen Schriftiums. Band VI: Astronomie bis ca. 430 H by F. Sezgin », Journal of the American Oriental Society, vol. 101, no 2,‎ 1981, p. 219-221
- (en) George Saliba, A History of Arabic Astronomy : Planetary Theories During the Golden Age of Islam, New York University Press, 1994b, 352 p. (ISBN 978-0-8147-8023-7, présentation en ligne)
- (en) George Saliba, Whose Science is Arabic Science in Renaissance Europe?, université Columbia, 1999 (lire en ligne)
- (en) George Saliba, « Arabic versus Greek Astronomy: A Debate over the Foundations of Science », Perspectives on Science, vol. 8,‎ 2000, p. 328-341
- (en) George Saliba, « Science before Islam », dans A. al-Hassan, M. Ahmad, and A. Iskandar (dir.), The Different Aspects of Islamic Culture, vol. 4: Science and Technology in Islam, Part 1 The exact and natural sciences, UNESCO, 2001 (lire en ligne), p. 27-49